# デザインあ
『デザインあ』（英: DESIGN-AH）は、NHK Eテレで放送されている、デザインを題材とした番組。
2010年9月5日にパイロット版が放送された後、2011年4月2日に本放送を開始した。
2021年7月20日の放送以降放送を休止しており、2022年末時点でも放送休止中との記載があったが、2023年4月から『デザインあneo』として定期放送を再開することになった（後述）。

## 概要
身の回りにあるものをデザインの視点から見つめ直すことで、「デザインの面白さ」を伝えつつ、子ども達の「デザイン的な視点と感性」を育むことを番組の目的としている。
番組スタッフの中心となるのは、全体の構成を担当する佐藤卓（グラフィックデザイナー）、音楽を担当するコーネリアス（小山田圭吾）（ミュージシャン）、映像監修を担当する中村勇吾（インターフェースデザイナー）の3名。子ども向け番組であるものの、デザインとそれにまつわる創造的な視点を、モーショングラフィクスとサウンドデザインを駆使して高い完成度で表現し、デザインというテーマを子ども向けの番組として組み立てた点が革新的であると高い評価を受けている。番組タイトルにある「あ」は50音の最初の文字であり、「デザインの面白さを学ぶ最初の入口」という番組コンセプトが込められている。
子ども向け番組でもあり、数分間の短いコーナーをつなぎ合わせた構成となっている。基本的に一回の放送中にコーナーが重複することはないが、時おりひとつのコーナーを連続して流すスペシャル回（#76「デザイン問答」スペシャル、#72「ない世界」スペシャル、#68「うごきのトレース」スペシャル、など）を放送することがある。
テーマ曲の『「あ」のテーマ』（歌：Chocolat）は、「あ」の声だけで構成された楽曲で、公式サイト内に閲覧者の描いた「あ」の文字が変化する様子に会わせてテーマ画像が流れる特設サイトが用意されている。
2020年度まで使用されていたエンドカードは、黒背景に白文字の「おわり」（一段目）と白抜きのNHKロゴ（二段目）が画面中央に、番組公式サイトのURLが画面下部にそれぞれフェードインで表示されるという形式が取られている。「5分版」では、一時期公式サイトのURLと合わせて通常版の放送時間告知テロップが添えられていた。
2021年2月27日放送分で放送回数200回を達成。同日にはこれを記念して「200回スペシャル」と題し、小山田ら番組の音楽制作に携わるメンバーのライブ映像を放送。『「あ」のテーマ』、『森羅万象』、『解散!』、『思ってたんとちがう』、『てざわりうた』などのライブバージョンが披露された。15分バージョンとしてはこれが最終回となる。
2021年度より、「ピタゴラスイッチ」と同様、15分版の放送時間を10分へ短縮。また、上記のエンドカードが廃止された。エンディングテーマや放送したコーナーのダイジェスト、タイトルロゴの映像は当初使用されていなかったが、2021年6月12日放送分（第201回）からエンディングテーマ曲を新しい物に変更して復活した。
2021年7月1日より、各コーナーをつないで1時間27分の長さに構成し、Netflixでのストリーミング配信を開始した。

### 小山田圭吾の不祥事に伴う放送休止
2021年7月に入り、音楽担当の小山田の過去の雑誌上でのいじめに関するインタビュー記事が物議を醸す中、NHKは「（小山田が）過去の雑誌記事の内容を認めていることや、一連の経緯などを踏まえ総合的に判断した結果」との理由で7月20日分の放送を見合わせ、「ピタゴラスイッチ」に差し替え（同じく小山田が参加するEテレの番組「JAPANGLE」も同日放送分を「すたあと」に差し替え）、公式サイトの小山田ら主要スタッフ3名のクレジットも同日中に削除された。これにより新作放送は7月10日の第210回までとなり、再放送・再構成分については7月19日放送の「しんごう」までとなった。
翌7月21日に行われた定例記者会見の席で正籬聡放送総局長は、番組スタート時の2011年と2017年に小山田の起用について問い合わせがあったことを明かした上で、所属事務所から本人が反省している旨の説明を聞いて受け入れた上で起用したことを説明し、本人が過去のいじめの事実を認めていることに加え、（小山田が音楽担当に一時起用された）2020年東京オリンピック・パラリンピックを踏まえてNHKが「多様性を認めて共生社会を一歩進めることを体現できないかと目標にしている」ことを踏まえての判断であったことを説明した。番組は当面の間放送を休止すると発表した。
2021年度の秋の改編では、番組名は記載されていなかったが、引き続き休止の扱いで、今後については検討中だとしている。2022年2月9日には同年4月の番組改編の内容が発表されたが、本番組は休止のままとなっていた。

## デザインあneo
2022年7月18日・7月19日に、特集番組「デザインあneo」の放送が行われた。「デザインあ」のコンセプトを踏襲しつつ、音楽担当は小山田に代わって蓮沼執太、青葉市子らを迎えた新たなメンバー体制で放送を行った。7月18日に放送された第1回では「ふたのうら」、19日に放送された第2回では「しくみ」の放送を行った。
また2023年1月26日に第3回の「ながいかみ」の放送を、2023年1月28日に第4回の「ロボメカ男」と第5回の「ガチャ」の放送を、2023年1月29日に第6回の「るいとも」と第7回の「家をつくる」の放送を行った。第3回より字幕放送に対応。
以降の放送については未定としていたが、2023年度より『ミミクリーズ』との交互放送という形でレギュラー番組として編成されることが決定した。

### 放送
- 2022年度
  - 不定期放送
- 2023年度[18][19]・2024年度[20][21] (2023年4月 - 2025年3月)
  - NHK Eテレ 隔週月曜日 08:25 - 08:35
  - NHK Eテレ 隔週金曜日 07:20 - 07:30 (再放送)
- 2025年度[22] (2025年4月 - )
  - NHK Eテレ 木曜日 19:50 - 20:00 (本放送、第4週を除く[23])
  - NHK Eテレ 土曜日 21:50 - 22:00 (再放送、第4週を除く[23])
  - NHK Eテレ 水曜日 08:35 - 08:45 (再放送)

### エピソード
| 話数 | タイトル                 | 初放送日 (JST) | 出典              |
| ---- | ------------------------ | -------------- | ----------------- |
| 1    | ふたのうら               | 2022年07月18日 | [ 25 ]            |
| 2    | しくみ                   | 2022年07月19日 | [ 26 ]            |
| 3    | ながいかみ               | 2023年01月26日 | [ 27 ]            |
| 4    | ロボメカ男               | 2023年01月28日 | [ 28 ]            |
| 5    | ガチャ                   | 2023年01月28日 | [ 29 ]            |
| 6    | るいとも                 | 2023年01月29日 | [ 30 ]            |
| 7    | 家をつくる               | 2023年01月29日 | [ 31 ]            |
| 8    | 黒い点                   | 2023年03月18日 | [ 32 ]            |
| 9    | 入り口                   | 2023年03月25日 | [ 33 ]            |
| 10   | まえうしろ               | 2023年04月03日 | [ 34 ]            |
| 11   | サンドイッチ             | 2023年04月10日 | [ 35 ]            |
| 12   | おしらせします           | 2023年04月17日 | [ 36 ]            |
| 13   | みみ                     | 2023年05月01日 | [ 37 ]            |
| 14   | カエル                   | 2023年07月03日 | [ 38 ]            |
| 15   | みよちゃん               | 2023年07月10日 | [ 39 ]            |
| 16   | すれすれ                 | 2023年07月17日 | [ 40 ]            |
| 17   | ぐぐぐ                   | 2023年07月24日 | [ 41 ]            |
| 18   | キラキラ                 | 2023年09月04日 | [ 42 ]            |
| 19   | ネオ                     | 2023年09月11日 | [ 43 ]            |
| 20   | きゅうすいとう           | 2023年09月25日 | [ 44 ]            |
| 21   | トリプル                 | 2023年10月02日 | [ 45 ]            |
| 22   | ミキサー車               | 2023年10月09日 | [ 46 ]            |
| 23   | せんたくばさみ           | 2023年10月16日 | [ 47 ]            |
| 24   | アーキテクチュア         | 2023年10月23日 | [ 48 ]            |
| 25   | ふみきり                 | 2023年11月06日 | [ 49 ]            |
| 26   | キウイ                   | 2023年11月13日 | [ 50 ]            |
| 27   | トロッコ                 | 2023年12月04日 | [ 51 ]            |
| 28   | おみやげ                 | 2023年12月11日 | [ 52 ]            |
| 29   | えんそく                 | 2023年12月18日 | [ 53 ]            |
| 30   | つくる                   | 2024年01月08日 | [ 54 ]            |
| 31   | ユニフォーム             | 2024年01月15日 | [ 55 ]            |
| 32   | あけしめ                 | 2024年01月22日 | [ 56 ]            |
| 33   | 貝がら                   | 2024年02月05日 | [ 57 ]            |
| 34   | ぽぽぽ                   | 2024年02月12日 | [ 58 ]            |
| 35   | 観察スペシャル           | 2024年02月19日 | [ 59 ]            |
| 36   | やね                     | 2024年02月26日 | [ 60 ]            |
| 37   | パラメータースペシャル   | 2024年03月04日 | [ 61 ]            |
| 38   | もじグラフィースペシャル | 2024年03月11日 | [ 62 ]            |
| 39   | あニメーション           | 2024年03月18日 | [ 63 ]            |
| 40   | あわ                     | 2024年04月01日 | [ 64 ]            |
| 41   | バイク                   | 2024年04月08日 | [ 65 ]            |
| 42   | かいてんたい             | 2024年04月15日 | [ 66 ]            |
| 43   | すやすや                 | 2024年04月22日 | [ 67 ]            |
| 44   | うらがわ                 | 2024年05月06日 | [ 68 ]            |
| 45   | 図スペシャル             | 2024年05月13日 | [ 69 ]            |
| 46   | デッサン                 | 2024年06月10日 | [ 70 ]            |
| 47   | だし                     | 2024年06月17日 | [ 71 ]            |
| 48   | コントラバス             | 2024年07月01日 | [ 72 ]            |
| 49   | 集合!スペシャル          | 2024年07月08日 | [ 73 ]            |
| 50   | にげ道                   | 2024年07月15日 | [ 74 ]            |
| 51   | くつした                 | 2024年07月22日 | [ 75 ]            |
| 52   | つい                     | 2024年09月02日 | [ 76 ]            |
| 53   | うちゅう                 | 2024年09月09日 | [ 77 ]            |
| 54   | ぺたー                   | 2024年09月23日 | [ 78 ]            |
| 55   | るいともスペシャル       | 2024年10月07日 | [ 79 ]            |
| 56   | ピアノ                   | 2024年10月14日 | [ 80 ]            |
| 57   | ふー                     | 2024年10月21日 | [ 81 ]            |
| 58   | ふりこ時計               | 2024年11月11日 | [ 82 ]            |
| 59   | ななめ                   | 2024年11月18日 | [ 83 ]            |
| 60   | ギザギザ                 | 2024年12月02日 | [ 84 ]            |
| 61   | カシャッ                 | 2024年12月09日 | [ 85 ]            |
| 62   | つくるスペシャル         | 2024年12月16日 | [ 86 ]            |
| 63   | ししまい                 | 2025年01月06日 | [ 87 ]            |
| 64   | 水引き                   | 2025年01月13日 | [ 88 ]            |
| 65   | ポッポー                 | 2025年01月20日 | [ 89 ]            |
| 66   | かかか                   | 2025年02月03日 | [ 90 ]            |
| 67   | ドラム                   | 2025年02月10日 | [ 91 ]            |
| 68   | ロボメカ男スペシャル     | 2025年02月17日 | [ 92 ]            |
| 69   | カレンダー               | 2025年03月03日 | [ 93 ]            |
| 70   | もじ                     | 2025年03月25日 | [ 94 ]            |
| 71   | Do It!                   | 2025年03月25日 | [ 95 ]            |
| 72   | なみなみ                 | 2025年03月29日 | [ 96 ]            |
| 73   | デザインの観察スペシャル | 2025年05月01日 | [ 97 ]            |
| SP1  | メイキングスペシャル     | 2025年05月06日 | [ 98 ] [ 注釈 2 ] |
| 74   | うたスペシャル           | 2025年05月08日 | [ 99 ]            |
| 75   | 解散集合!                | 2025年06月19日 | [ 100 ]           |
| 76   | 「あ」のチューン         | 2025年07月03日 | [ 101 ]           |
| 77   | はらう                   | 2025年07月10日 | [ 102 ]           |
| 78   | パン                     | 2025年07月17日 | [ 103 ]           |
| 79   | プロセス スペシャル      | 2025年08月09日 | [ 104 ]           |
| 80   | ドレス                   | 2025年08月14日 | [ 105 ]           |

## ショートバージョン

### デザインあ 5分版
2011年10月1日から放送されている、過去の放送を再構成したショートバージョン。開始から2021年3月26日まではNHK Eテレで放送されていたが、同年4月以降は放送チャンネルをNHK総合テレビジョンに切り替え、毎週日曜早朝・昼の時間帯に移行される。
冒頭で「今日は○○」（画面表示はブラックバックに白抜き文字で「○○」）と、その日のテーマとなる題材を紹介するナレーション（声・國村隼）が挿入される。稀に、「今日はなーんだ？」（画面表示はブラックバックに白抜き文字で「なーんだ？」）と、そのヒントとなる写真が4枚挿入され、後にその答えが画面に表示されることがあった。
なお、以下の主なコーナーのうち、「デザインの人」は出演者の肖像権の関係もあり放送されない。

### 2011年
| 回数 | 放送日  | コーナー |
| ---- | ------- | -------- |
| 1    | 10月1日 |          |

### 2012年
| 回数 | 放送日 | コーナー |
| ---- | ------ | -------- |
|      |        |          |

### 2013年
| 回数 | 放送日 | コーナー |
| ---- | ------ | -------- |
|      |        |          |

### 2014年
| 回数 | 放送日 | コーナー |
| ---- | ------ | -------- |
|      |        |          |

### 2015年
| 回数 | 放送日 | コーナー |
| ---- | ------ | -------- |
|      |        |          |

### 2016年
| 回数 | 放送日  | コーナー                                                                    |
| ---- | ------- | --------------------------------------------------------------------------- |
| 203  | 4月6日  | 解散！／なんやかんや／明朝さんとゴシックさん                                |
| 204  | 4月7日  |                                                                             |
| 205  | 4月8日  |                                                                             |
| 206  | 4月11日 |                                                                             |
| 207  | 4月12日 | しわけ／思ってたんとちがう／かたちの式／文字ハンティング                    |
| 208  | 4月13日 | 解散！／うらおもて／明朝さんとゴシックさん                                  |
| 209  | 4月14日 |                                                                             |
| 210  | 4月15日 | つくる／そざい体操第一／なんやかんや                                        |
| 211  | 4月18日 | デザインの観察／ちょうどいい／解散！                                        |
| 212  | 4月19日 | たぬき師匠／おれがあいつであいつがおれで／「あ」のテーマ                    |
| 213  | 4月20日 | 明朝さんとゴシックさん／思ってたんとちがう／アンドゥトロワ／解散！          |
| 214  | 4月21日 |                                                                             |
| 215  | 4月22日 | つくる／そざい体操第一／なんやかんや                                        |
| 216  | 4月25日 | デザインの観察／解散！／思ってたんとちがう／アンドゥトロワ                  |
| 217  | 4月26日 | デザインかぞえうた／ぶぶん／たぬき師匠                                      |
| 218  | 4月27日 | 解散！／デザイン問答／うらおもて                                            |
| 219  | 4月28日 |                                                                             |
| 220  | 4月29日 |                                                                             |
| 221  | 5月2日  | デザインの観察／クラッチ／大解散！／クラッチ                                |
| 222  | 5月3日  |                                                                             |
| 223  | 5月4日  | 解散！／デザイン問答／みんなのあ                                            |
| 224  | 5月5日  |                                                                             |
| 225  | 5月6日  |                                                                             |
| 226  | 6月13日 |                                                                             |
| 227  | 6月14日 |                                                                             |
| 228  | 6月15日 |                                                                             |
| 229  | 6月16日 | 解散！／うごきのデザイン／アンドゥトロワ                                    |
| 230  | 6月17日 |                                                                             |
| 231  | 6月20日 | Ｓｏｕｎｄ ｏｆ Ｃｏｍｐ ｏｓｉｔｉｏｎ／デザインの観察／解散！／うらおもて |
| 232  | 6月21日 | まるとしかく／たぬき師匠                                                    |
| 233  | 6月22日 |                                                                             |
| 234  | 6月23日 |                                                                             |
| 235  | 6月24日 | つくる／そざい体操第一／おれがあいつであいつがおれで／思ってたんとちがう    |
| 236  | 6月27日 | デザインの観察／解散！／うらおもて／わたしのまるとしかく                    |
| 237  | 6月28日 | ＳＨＯＯＴ＆ＥＤＩＴ／あな／アンドゥトロワ                                  |
| 238  | 6月29日 |                                                                             |
| 239  | 6月30日 |                                                                             |

### 2017年
| 回数 | 放送日  | コーナー                                                       |
| ---- | ------- | -------------------------------------------------------------- |
| 336  | 9月18日 | デザインの観察／解散！／うらおもて／わたしのまるとしかく       |
| 337  | 9月19日 | チーム〇〇／思ってたんとちがう／ことのはのうた                 |
| 338  | 9月20日 | 解散！／ない世界／なんやかんや                                 |
| 339  | 9月21日 | デッサンあ／ガマンぎりぎりライン／うちとそと                   |
| 340  | 9月22日 |                                                                |
| 341  | 9月25日 | もん／解散！／おれがあいつであいつがおれで                     |
| 342  | 9月26日 | もん／間に合わせる                                             |
| 343  | 9月27日 | もん／アンドゥトロワ                                           |
| 344  | 9月28日 | もん／くりかえし／ガマンぎりぎりライン                         |
| 345  | 9月29日 | もん／ポスターフライト                                         |
| 346  | 10月2日 | そざい体操第一／デザインの観察／解散！                         |
| 347  | 10月3日 | そざい体操第一／文字ハンティング／思ってたんとちがう／ぬきさし |
| 348  | 10月4日 |                                                                |
| 349  | 10月5日 | そざい体操第一／うらおもて／デッサンあ／ガマンぎりぎりライン   |
| 350  | 10月6日 | そざい体操第一／おれがあいつであいつがおれで／もん             |

### 2018年
| 回数 | 放送日  | コーナー                                                                   |
| ---- | ------- | -------------------------------------------------------------------------- |
| 351  | 1月8日  | デザインの観察／思ってたんとちがう／くりかえし／ガマンぎりぎりライン       |
| 352  | 1月9日  | 解散！／てんせんめん／まるとしかく／ガマンぎりぎりライン                   |
| 353  | 1月10日 | もん／チーム〇〇／ガマンぎりぎりライン                                     |
| 354  | 1月11日 | デッサンあ／アンドゥトロワ／そざい体操第一／ガマンぎりぎりライン           |
| 355  | 1月12日 |                                                                            |
| 356  | 1月15日 |                                                                            |
| 357  | 1月16日 | つくる／思ってたんとちがう／ガラガラ                                       |
| 358  | 1月17日 |                                                                            |
| 359  | 1月18日 | デッサンあ／のこり／くりかえし／みんなのあ                                 |
| 360  | 1月19日 |                                                                            |
| 361  | 1月22日 | デザインの観察／うちとそと／ガマンぎりぎりライン                           |
| 362  | 1月23日 | つくる／くりかえし／なんやかんや                                           |
| 363  | 1月24日 | 解散！／デザイン問答／おれがあいつであいつがおれで                         |
| 364  | 1月25日 | もん／そざい体操第一／うらおもて                                           |
| 365  | 1月26日 |                                                                            |
| 366  | 1月29日 | 間に合わせる／やじるしソング／みんなのあ                                   |
| 367  | 1月30日 | 間に合わせる／デザインの観察／思ってたんとちがう                           |
| 368  | 1月31日 | 間に合わせる／きせる／おれがあいつであいつがおれで／ぬきさし               |
| 369  | 2月1日  | 間に合わせる／アンドゥトロワ／やじるしソング                               |
| 370  | 2月2日  | 間に合わせる／そざい体操第一／たぬき師匠                                   |
| 371  | 4月2日  | デザインの観察／解散！／わたしのまるとしかく／思ってたんとちがう           |
| 372  | 4月3日  | デザインの観察／そざい体操第一／考えていない                               |
| 373  | 4月4日  |                                                                            |
| 374  | 4月5日  | デザインの観察／ガマンぎりぎりライン／「あ」のテーマ                       |
| 375  | 4月6日  | デザインの観察／ガマンぎりぎりライン／なんやかんや／うらおもて／みんなのあ |
| 376  | 4月9日  | もん／アンドゥトロワ／みんなのあ                                           |
| 377  | 4月10日 | デッサンあ／ピッタリ／アンドゥトロワ                                       |
| 378  | 4月11日 | デザイン問答／アンドゥトロワ                                               |
| 379  | 4月12日 |                                                                            |
| 380  | 4月13日 | つくる／解散！／ガマンぎりぎりライン／アンドゥトロワ                       |
| 381  | 4月16日 | もん／ガマンぎりぎりライン／くりかえし／うらおもて／クラッチ               |
| 382  | 4月17日 | 解散！／てざわりうた／チーム○○／クラッチ                                   |
| 383  | 4月18日 | デザイン問答／なんやかんや／クラッチ                                       |
| 384  | 4月19日 | デッサンあ／チーム○○／まるとしかく／みんなのあ／クラッチ                   |
| 385  | 4月20日 | つくる／そざい体操第一／アンドゥトロワ／思ってたんとちがう                 |
| 386  | 9月3日  | 森羅万象／解散！／思ってたんとちがう／おれがあいつであいつがおれで         |
| 387  | 9月4日  | もん／森羅万象                                                             |
| 388  | 9月5日  | うごきのデザイン／ガマンぎりぎりライン／そざい体操第一                     |
| 389  | 9月6日  | もん／うらおもて／思ってたんとちがう                                       |
| 390  | 9月7日  | 森羅万象／思ってたんとちがう／なんやかんや／ガマンぎりぎりライン           |
| 391  | 9月10日 | デザインの観察／アンドゥトロワ／「あ」のテーマ                             |
| 392  | 9月11日 | デザインの観察／アンドゥトロワ／チーム○○／思ってたんとちがう               |
| 393  | 9月12日 | デザインの観察／アンドゥトロワ／ガマンぎりぎりライン／そざい体操第一       |
| 394  | 9月13日 | デザインの観察／アンドゥトロワ／くりかえし／みんなのあ                     |
| 395  | 9月14日 | デザインの観察／アンドゥトロワ／ピッタリ                                   |

### 2019年
| 回数 | 放送日  | コーナー                                                                             |
| ---- | ------- | ------------------------------------------------------------------------------------ |
| 431  | 1月28日 | つくる／てんせんめん／クラッチ                                                       |
| 432  | 1月29日 | つくる／クラッチ／アンドゥトロワ／思ってたんとちがう／考えていない                   |
| 433  | 1月30日 | つくる／おれがあいつであいつがおれで／間に合わせる／クラッチ                         |
| 434  | 1月31日 | つくる／解散！／わたしのまるとしかく／思ってたんとちがう／クラッチ                   |
| 435  | 2月1日  |                                                                                      |
| 436  | 2月4日  |                                                                                      |
| 437  | 2月5日  | ない世界／クラッチ／ぬきさし／チーム○○／おれがあいつであいつがおれで／クラッチ       |
| 438  | 2月6日  | デザイン問答／クラッチ／うごきのトレース／くりかえし                                 |
| 439  | 2月7日  | はせる／うちとそと／クラッチ                                                         |
| 440  | 2月8日  | ちょうどいい／かたち／のこり／くりかえし                                             |
| 441  | 4月8日  | 明朝さんとゴシックさん／クラッチ／せん                                               |
| 442  | 4月9日  | あな／くりかえし／クラッチ／ガラガラ／みんなのあ                                     |
| 443  | 4月10日 | うごきのトレース／思ってたんとちがう／なんやかんや／森羅万象                         |
| 444  | 4月11日 | 考えていない／クラッチ／のこり／どうせんうた                                         |
| 445  | 4月12日 | つくる／クラッチ／ＳＨＯＯＴ＆ＥＤＩＴ                                               |
| 446  | 4月15日 |                                                                                      |
| 447  | 4月16日 |                                                                                      |
| 448  | 4月17日 |                                                                                      |
| 449  | 4月18日 |                                                                                      |
| 450  | 4月19日 |                                                                                      |
| 451  | 4月22日 |                                                                                      |
| 452  | 4月23日 |                                                                                      |
| 453  | 4月24日 |                                                                                      |
| 454  | 4月25日 |                                                                                      |
| 455  | 4月26日 |                                                                                      |
| 456  | 4月29日 |                                                                                      |
| 457  | 4月30日 | デッサンあ／間に合わせる／しまう／クラッチ                                           |
| 458  | 5月1日  | デザインの見学／うごきのデザイン                                                     |
| 459  | 5月2日  | そざい体操第一／解散！／思ってたんとちがう／ぐるぐる                                 |
| 460  | 5月3日  | つくる／クラッチ／かたち／がまんギリギリライン／みんなのあ                           |
| 461  | 9月2日  | デザインの観察／のこり／クラッチ／おれがあいつであいつがおれで／クラッチ／みんなのあ |
| 462  | 9月3日  | デザインの観察／アンドゥトロワ／うごきのトレース／わたしのまるとしかく               |
| 463  | 9月4日  | デザインの観察／森羅万象／クラッチ                                                   |
| 464  | 9月5日  |                                                                                      |
| 465  | 9月6日  |                                                                                      |
| 466  | 9月9日  |                                                                                      |
| 467  | 9月10日 | 解散！／なに鬼？／ぬきさし／間に合わせる                                             |
| 468  | 9月11日 | 解散！／そなえる／アンドゥトロワ／なんやかんや／わたしのまるとしかく                 |
| 469  | 9月12日 |                                                                                      |
| 470  | 9月13日 |                                                                                      |
| 471  | 9月16日 |                                                                                      |
| 472  | 9月17日 |                                                                                      |
| 473  | 9月18日 |                                                                                      |
| 474  | 9月19日 |                                                                                      |
| 475  | 9月20日 |                                                                                      |
| 476  | 9月23日 |                                                                                      |
| 477  | 9月24日 |                                                                                      |
| 478  | 9月25日 | なおす／あな／思ってたんとちがう／うごきのトレース                                   |
| 479  | 9月26日 | もん／しまう／思ってたんとちがう                                                     |
| 480  | 9月27日 | 解散！／なんやかんや／うごきのデザイン／思ってたんとちがう                           |
| 481  | 9月30日 | デザイン問答／おれがあいつであいつがおれで／うらおもて                               |
| 482  | 10月1日 | もん／一語一絵／しまう／みんなのあ                                                   |
| 483  | 10月2日 | つくる／しわけ／のこり／わたしのまるとしかく                                         |
| 484  | 10月3日 | デザインの見学／ぬきさし／そなえる／アンドゥトロワ                                   |
| 485  | 10月4日 | 解散！／文字ハンティング／考えていない                                               |

### 2020年
| 回数 | 放送日   | コーナー                                                              |
| ---- | -------- | --------------------------------------------------------------------- |
| 486  | 1月6日   | デザインの観察／うごきのデザイン                                      |
| 487  | 1月7日   | デザインの観察／アンドゥトロワ／あな／みんなのあ                      |
| 488  | 1月8日   | デザインの観察／ならべうた／そなえる                                  |
| 489  | 1月9日   |                                                                       |
| 490  | 1月10日  | デザインの観察／解散！／間に合わせる                                  |
| 491  | 1月13日  |                                                                       |
| 492  | 1月14日  | きせる／思ってたんとちがう／ぬきさし                                  |
| 493  | 1月15日  |                                                                       |
| 494  | 1月16日  | デザインの見学／カラーマジック／ぬきさし                              |
| 495  | 1月17日  |                                                                       |
| 496  | 1月20日  |                                                                       |
| 497  | 1月21日  |                                                                       |
| 498  | 1月22日  |                                                                       |
| 499  | 1月23日  |                                                                       |
| 500  | 1月24日  |                                                                       |
| 501  | 1月27日  |                                                                       |
| 502  | 1月28日  | つくる／うごきのデザイン                                              |
| 503  | 1月29日  |                                                                       |
| 504  | 1月30日  |                                                                       |
| 505  | 1月31日  | つくる／ＴＩＭＥ／思ってたんとちがう                                  |
| 506  | 2月3日   | 解散！／のこり／まつ                                                  |
| 507  | 2月4日   | 解散！／デザイン問答                                                  |
| 508  | 2月5日   |                                                                       |
| 509  | 2月6日   | 解散！／デッサンあ／ポスターフライト                                  |
| 510  | 2月7日   | 解散！／たぬき師匠／かたち                                            |
| 511  | 5月18日  | デザインの観察／しわけ／くりかえし／のこり                            |
| 512  | 5月19日  | デザインの観察／ＴＩＭＥ／思ってたんとちがう                          |
| 513  | 5月20日  | デザインの観察／そざい体操第一／しまう／みんなのあ                    |
| 514  | 5月21日  | デザインの観察／思ってたんとちがう／まるとしかく                      |
| 515  | 5月22日  | デザインの観察／解散！／おれがあいつであいつがおれで／なかみ          |
| 516  | 5月25日  | つくる／見えないものを見る／ならべうた                                |
| 517  | 5月26日  | つくる／そなえる／かたち                                              |
| 518  | 5月27日  | つくる／ない世界                                                      |
| 519  | 5月28日  | つくる／ぶぶん／つなげる                                              |
| 520  | 5月29日  | つくる／くりかえし／解散！／みんなのあ                                |
| 521  | 6月1日   | 解散！／デザイン問答                                                  |
| 522  | 6月2日   | 解散！／おれがあいつであいつがおれで／うらおもて／やじるしソング      |
| 523  | 6月3日   | 解散！／しわけ／デザイン問答                                          |
| 524  | 6月4日   | 解散！／あな／ガラガラ／思ってたんとちがう                            |
| 525  | 6月5日   | 解散！／もん／みんなのあ                                              |
| 526  | 6月8日   | 解散！／アンドゥトロワ／ことのはのうた                                |
| 527  | 6月9日   | デザイン問答／あな                                                    |
| 528  | 6月10日  | デザインの見学／ＳＨＯＯＴ＆ＥＤＩＴ                                  |
| 529  | 6月11日  | デザイン問答／思ってたんとちがう／みんなのあ                          |
| 530  | 6月12日  | デザインの裏側／そなえる／間に合わせる                                |
| 531  | 6月15日  | もん／そざい体操第一                                                  |
| 532  | 6月16日  | もん／あのテーマ                                                      |
| 533  | 6月17日  | もん／そなえる／みんなのあ                                            |
| 534  | 6月18日  | もん／くりかえし／見えないものを見る                                  |
| 535  | 6月19日  | もん／解散！／アンドゥトロワ                                          |
| 536  | 9月14日  | デザイン問答／もじうご                                                |
| 537  | 9月15日  | デザインの見学／ならべうた／もじうご                                  |
| 538  | 9月16日  | 解散！をつくろう／しまう／もじうご                                    |
| 539  | 9月17日  | 解散！／見えないものを見る／ならべうた／もじうご                      |
| 540  | 9月18日  | デザインの観察／しまう／もじうご／みんなのあ                          |
| 541  | 9月21日  | 解散！／思ってたんとちがう／クラッチ／グラデーション／みんなのあ      |
| 542  | 9月22日  | ハテナ親子／デザインの観察／クラッチ／なかみ                          |
| 543  | 9月23日  | デザインの観察／グラデーション                                        |
| 544  | 9月24日  | ＦＯＮＴ ＢＡＲ／しまう／なかみ／クラッチ                             |
| 545  | 9月25日  | ＦＯＮＴ ＢＡＲ／わたしのまるとしかく／ガマンぎりぎりライン／クラッチ |
| 546  | 9月28日  | くりかえし／解散！／森羅万象／クラッチ                                |
| 547  | 9月29日  | くりかえし／クラッチ／デザイン問答                                    |
| 548  | 9月30日  | くりかえし／解散！／森羅万象／クラッチ                                |
| 549  | 10月1日  | くりかえし／クラッチ／デザイン問答／みんなのあ                        |
| 550  | 10月2日  | くりかえし／解散！／クラッチ／のこり／アレもってきて                  |
| 551  | 10月5日  | ない世界／クラッチ／つくる／みんなのあ                                |
| 552  | 10月6日  | ない世界／森羅万象／ガマンぎりぎりライン                              |
| 553  | 10月7日  | ない世界／クラッチ／ポスターフライト／クラッチ／思ってたんとちがう    |
| 554  | 10月8日  | ない世界／かたち／ぐるぐる／クラッチ                                  |
| 555  | 10月9日  | ない世界／アレもってきて／のこり                                      |
| 556  | 10月12日 | うごきのデザイン／あの手この手／みんなのあ                            |
| 557  | 10月13日 | うごきのデザイン／思ってたんとちがう／ならべうた                      |
| 558  | 10月14日 | うごきのデザイン／クラッチ／かたち／わたしのまるとしかく              |
| 559  | 10月15日 | うごきのデザイン／ぐるぐる                                            |
| 560  | 10月16日 | うごきのデザイン／あの手この手／思ってたんとちがう                    |

### 2021年
| 回数 | 放送日  | コーナー                                                                         |
| ---- | ------- | -------------------------------------------------------------------------------- |
| 561  | 1月4日  | つくる／文字ハンティング／みんなのあ                                             |
| 562  | 1月5日  | つくる／アレもってきて／思ってたんとちがう                                       |
| 563  | 1月6日  | つくる／ぺこるぽこる／クラッチ／かたちモディフィケーション                       |
| 564  | 1月7日  | つくる／ガマンぎりぎりライン／文字ハンティング                                   |
| 565  | 1月8日  | つくる／解散！／しまう／思ってたんとちがう                                       |
| 566  | 1月11日 | 言いたいことがあります／クラッチ／みんなのあ                                     |
| 567  | 1月12日 | 言いたいことがあります／クラッチ                                                 |
| 568  | 1月13日 | 言いたいことがあります／クラッチ                                                 |
| 569  | 1月14日 | 言いたいことがあります／クラッチ                                                 |
| 570  | 1月15日 | 解散！／ガマンぎりぎりライン／まつ／思ってたんとちがう                           |
| 571  | 1月18日 | デザインの観察／アンドゥトロワ／かたちモディフィケーション／クラッチ             |
| 572  | 1月19日 | デザインの観察／ならべうた／そなえる                                             |
| 573  | 1月20日 | デザインの観察／明朝さんとゴシックさん／みんなのあ                               |
| 574  | 1月21日 | デザインの観察／クラッチ／解散！／ならべうた                                     |
| 575  | 1月22日 | デザインの観察／クラッチ／ぺこるぽこる／ガマンぎりぎりライン／思ってたんとちがう |
| 576  | 1月25日 | デザイン問答／デザインかぞえうた                                                 |
| 577  | 1月26日 | もん／クラッチ／思ってたんとちがう                                               |
| 578  | 1月27日 | 解散！／アレもってきて／クラッチ／デザインかぞえうた                             |
| 579  | 1月28日 | デザインの裏側／かたちモディフィケーション／思ってたんとちがう                   |
| 580  | 1月29日 | デザイン問答／ガマンぎりぎりライン／クラッチ／みんなのあ                         |

## デザインあ1min.
2021年3月4日からNHK総合で不定期放送されているショートバージョン。放送時間は1分と非常に短いため、放送内容はクラッチと1分以内に収まるコーナーに限られる。番組終了時は「終 | 制作・著作 NHK」と右下に表示される。
放送リスト
| 回数 | 放送日  | コーナー                       |
| ---- | ------- | ------------------------------ |
| 1    | 3月4日  | クラッチ／解散！               |
| 2    | 3月4日  | クラッチ／解散！               |
| 3    | 3月4日  | クラッチ／思ってたんとちがう   |
| 4    | 3月4日  | クラッチ／かたち               |
| 5    | 3月4日  | クラッチ／ガマンぎりぎりライン |
| 6    | 3月4日  | クラッチ／そざい体操第一       |
| 7    | 3月5日  | クラッチ／解散！               |
| 8    | 3月5日  | クラッチ／解散！               |
| 9    | 3月5日  | クラッチ／解散！               |
| 10   | 3月5日  | クラッチ／解散！               |
| 11   | 3月5日  | クラッチ／思ってたんとちがう   |
| 12   | 3月6日  | クラッチ／そざい体操第一       |
| 13   | 3月7日  | クラッチ／かたち               |
| 14   | 3月7日  | クラッチ／ガマンぎりぎりライン |
| 15   | 3月7日  | クラッチ／思ってたんとちがう   |
| 16   | 3月7日  | クラッチ／解散！               |
| 17   | 3月9日  | クラッチ／解散！               |
| 18   | 3月9日  | クラッチ／解散！               |
| 19   | 3月9日  | クラッチ／そざい体操第一       |
| 20   | 3月12日 | クラッチ／かたち               |

## 放送時間

### 通常版
- 本放送

2011年度～2020年度 - 土曜日 7:00 - 7:15
2021年度～ - 月～水曜日 8:35 - 8:45、土曜日 7:25 - 7:35
正式な放送回としてカウントされるのは土曜版のみであり、月～水曜版はかつて平日に放送された5分版を踏襲し、一つのテーマに因み過去のコーナー群を再編成したダイジェストに位置づけられる。
- 再放送

2019年度～2020年度 - 金曜日 22:45 - 23:00
2021年度 - 金曜日 23:45 - 23:55
- BSにおける再放送

2017年度～2020年度 - 木曜日 11:15 - 11:30（NHK BSプレミアム）
2020年1月 - 不定期放送（NHK BS4K）
番組開始から2020年度までは2週にわたって新作2本を放送し、次の2週で再放送を行うというローテーションで放送されていた。2014年度までは、金曜日の15:45 - 16:00に再放送枠が設けられていたが、2015年度のEテレキッズにおける編成見直しに伴い、当該再放送枠は2018年度まで廃止されていた。
本放送開始から2020年度までの放送時間は15分だったが、2021年度よりEテレの番組改編に伴い放送時間が10分に短縮された。同時にNHK BSプレミアムでの再放送も終了した。

### 5分版
※2021年4月時点での放送時間
日曜日 04:15 - 04:20、13:45 - 13:50（NHK総合）
5分版の各年度ごとの時間変遷は下記の通りである。
| 期間       | 期間         | 放送時間（日本時間）                                | 放送時間（日本時間）                                | 放送時間（日本時間）                                | 放送時間（日本時間）                                | 放送時間（日本時間）                                | 放送時間（日本時間）                                | 放送時間（日本時間）                                | 放送時間（日本時間）                                |
| 期間       | 期間         | 朝                                                  | 夕・夜                                              | 夕・夜                                              | 夕・夜                                              | 夕・夜                                              | 夕・夜                                              | 夕・夜                                              | その他                                              |
| 期間       | 期間         | 朝                                                  | 月曜                                                | 火曜                                                | 水曜                                                | 木曜                                                | 金曜                                                | 土曜                                                | 日曜                                                |
| ---------- | ------------ | --------------------------------------------------- | --------------------------------------------------- | --------------------------------------------------- | --------------------------------------------------- | --------------------------------------------------- | --------------------------------------------------- | --------------------------------------------------- | --------------------------------------------------- |
| 2011.10.01 | 2012.03.31   | （放送なし）                                        | （放送なし）                                        | （放送なし）                                        | （放送なし）                                        | （放送なし）                                        | （放送なし）                                        | 18:20 - 18:25                                       | （放送なし）                                        |
| 2012.04.03 | 2013.03.30   | （放送なし）                                        | （放送なし）                                        | 15:35 - 15:40                                       | （放送なし）                                        | 15:35 - 15:40                                       | （放送なし）                                        | 18:20 - 18:25                                       | （放送なし）                                        |
| 2013.04.01 | 2014.03.28   | 08:55 - 09:00                                       | （放送なし）                                        | 16:15 - 16:20                                       | （放送なし）                                        | 16:15 - 16:20                                       | （放送なし）                                        | （放送なし）                                        | （放送なし）                                        |
| 2014.03.31 | 2015.03.27   | 07:25 - 07:30                                       | （放送なし）                                        | （放送なし）                                        | （放送なし）                                        | （放送なし）                                        | （放送なし）                                        | （放送なし）                                        | （放送なし）                                        |
| 2015.03.30 | 2016.04.01   | 07:25 - 07:30                                       | （放送なし）                                        | （放送なし）                                        | （放送なし）                                        | 17:40 - 17:45                                       | （放送なし）                                        | （放送なし）                                        | （放送なし）                                        |
| 2016.04.04 | 2017.03.31   | 07:25 - 07:30                                       | 15:55 - 16:00                                       | （放送なし）                                        | （放送なし）                                        | 17:40 - 17:45                                       | （放送なし）                                        | （放送なし）                                        | （放送なし）                                        |
| 2017.04.03 | 2019.03.29   | 07:25 - 07:30                                       | （放送なし）                                        | （放送なし）                                        | （放送なし）                                        | 17:40 - 17:45                                       | （放送なし）                                        | （放送なし）                                        | （放送なし）                                        |
| 2019.04.01 | 2021.03.26   | 07:25 - 07:30                                       | （放送なし）                                        | （放送なし）                                        | （放送なし）                                        | 17:40 - 17:45                                       | 22:55 - 23:00                                       | （放送なし）                                        | （放送なし）                                        |
| 2021.04.04 |              | ※ここから放送チャンネルがNHK EテレからNHK総合に移行 | ※ここから放送チャンネルがNHK EテレからNHK総合に移行 | ※ここから放送チャンネルがNHK EテレからNHK総合に移行 | ※ここから放送チャンネルがNHK EテレからNHK総合に移行 | ※ここから放送チャンネルがNHK EテレからNHK総合に移行 | ※ここから放送チャンネルがNHK EテレからNHK総合に移行 | ※ここから放送チャンネルがNHK EテレからNHK総合に移行 | ※ここから放送チャンネルがNHK EテレからNHK総合に移行 |
| 2021.04.04 | （放送なし） | （放送なし）                                        | （放送なし）                                        | （放送なし）                                        | （放送なし）                                        | （放送なし）                                        | （放送なし）                                        | 04:15 - 04:20 13:45 - 13:50                         |                                                     |

5分版については、Eテレ時代は台風や地震など大規模な天災が発生した際には、予告なしに「手話ニュース」に差し替えられ、休止となる場合があった。
総合テレビに移行して以降はスポーツ中継放送時は休止する場合がある。

## 放送リスト

### 2011年度
| 放送回 | 放送日       | コーナー |
| ------ | ------------ | --- |
| 1      | 4月2日       | デザインの観察／クラッチ／デッサンあ／解散！／はせる／「あ」のテーマ／SOUND OF COMPOSITION／クラッチ／デザインの人／クラッチ                                         |
| 2      | 4月9日       | デザインの観察／クラッチ／デッサンあ／解散！／クラッチ／はせる／「あ」のテーマ／1DAY／クラッチ／デザインの人                                                         |
| 3      | 4月30日      | デザインの観察／クラッチ／デッサンあ／解散！／クラッチ／はせる／「あ」のテーマ／SOUND OF COMPSITION／クラッチ／デザインの人／クラッチ                                |
| 4      | 5月7日       | 解散！／クラッチ／解散！／クラッチ／はせる／クラッチ／「あ」のテーマ／クラッチ／デッサンあ／クラッチ／解散！／解散！／クラッチ／デザインの人                         |
| 5      | 5月28日      | デザインの観察／クラッチ／デッサンあ／解散！／クラッチ／はせる／クラッチ／「あ」のテーマ／1DAY／クラッチ／デザインの人／クラッチ                                     |
| 6      | 6月4日       | デザインの観察／クラッチ／デッサンあ／解散！／クラッチ／はせる／モノ目線／クラッチ／デザインの人／クラッチ                                                           |
| 7      | 6月25日      | デザインの観察／クラッチ／デッサンあ／解散！／クラッチ／はせる／モノ目線／クラッチ／デザインの人／クラッチ                                                           |
| 8      | 7月2日       | デザインの観察／クラッチ／デッサンあ／解散！／クラッチ／はせる／クラッチ／「あ」のテーマ／クラッチ／デザインの人／クラッチ                                           |
| 9      | 8月20日      | 解散！／クラッチ／解散！／クラッチ／はせる／クラッチ／解散！／モノ目線／クラッチ／解散！／クラッチ／デッサンあ／クラッチ／デザインの人                               |
| 10     | 8月27日      | デザインの観察／クラッチ／デッサンあ／解散！／まるとしかく／クラッチ／うごきのデザイン／モノ目線／クラッチ／からだのカタチ／デザインの人／みんなのあ                 |
| 11     | 9月17日      | デザインの観察／クラッチ／デッサンあ／解散！／まるとしかく／うごきのデザイン／モノ目線／ぶぶん／デザインの人／みんなのあ                                             |
| 12     | 9月24日      | 解散！／デッサンあ／解散！／まるとしかく／はせる／解散！／からだのカタチ／クラッチ／デザインの人／みんなのあ                                                         |
| 13     | 10月15日     | デザインの観察／デッサンあ／解散！／まるとしかく／クラッチ／うごきのデザイン／モノ目線／ぶぶん／クラッチ／デザインの人／みんなのあ                                   |
| 14     | 10月22日     | デザインの観察／クラッチ／デッサンあ／解散！／まるとしかく／モノ目線／クラッチ／うごきのデザイン／クラッチ／デザインの人／みんなのあ                                 |
| 15     | 11月12日     | 解散！／デッサンあ／解散！／まるとしかく／はせる／解散！／からだのカタチ／デザインの人／みんなのあ                                                                   |
| 16     | 11月19日     | デザインの観察／クラッチ／デッサンあ／解散！／まるとしかく／うごきのデザイン／あな／デザインの人／みんなのあ                                                         |
| 17     | 2012年1月7日 | デザインの観察／デッサンあ／解散！／デザインかぞえうた／うごきのデザイン／モノ目線／デザインの人／みんなのあ                                                         |
| 18     | 1月14日      | デザインの観察／クラッチ／デッサンあ／解散！／デザインかぞえうた／うごきのデザイン／あな／デザインの人／みんなのあ                                                   |
| 19     | 2月4日       | デザインの観察／クラッチ／デッサンあ／解散！／デザインかぞえうた／うごきのデザイン／クラッチ／あな／デザインの人／みんなのあ                                         |
| 20     | 2月11日      | 解散！／うごきのデザイン／クラッチ／からだのカタチ／SOUND OF COMPOSITION／クラッチ／モノ目線／クラッチ／デザインかぞえうた／クラッチ／あな／1DAY／はせる／みんなのあ |

### 2012年度
| 放送回 | 放送日       | コーナー |
| ------ | ------------ | --- |
| 21     | 4月7日       | デザインの観察／クラッチ／デッサンあ／解散！／おととおんがく／ない世界／クラッチ／ぶぶん／デザインの人／みんなのあ                                                         |
| 22     | 4月14日      | デザインの観察／クラッチ／デッサンあ／解散！／おととおんがく／ない世界／あな／からだのカタチ／デザインの人／みんなのあ                                                     |
| 23     | 5月5日       | デザインの観察／デッサンあ／解散！／おととおんがく／ない世界／あな／ぶぶん／デザインの人／みんなのあ                                                                       |
| 24     | 5月12日      | 解散！／デッサンあ／大解散！／おととおんがく／うごきのデザイン／クラッチ／あな／解散！／からだのカタチ／クラッチ／わたしのまるとしかく／解散！／クラッチ／みんなのあ       |
| 25     | 6月2日       | デザインの観察／デッサンあ／クラッチ／解散！／「あ」のテーマ／クラッチ／ない世界／クラッチ／かたちの式／デザインの人／みんなのあ                                           |
| 26     | 6月9日       | デザインの観察／デッサンあ／解散！／まるとしかく／ない世界／クラッチ／かたちの式／デザインの人／みんなのあ                                                                 |
| 27     | 6月30日      | デザインの観察／デッサンあ／解散！／デザインかぞえうた／ない世界／音のデザイン／デザインの人／みんなのあ                                                                   |
| 28     | 7月7日       | 解散！／デッサンあ／クラッチ／あな／大解散！／おととおんがく／うごきのデザイン／クラッチ／音のデザイン／1DAY／わたしのまるとしかく／みんなのあ                             |
| 29     | 8月25日      | デザインの観察／クラッチ／デッサンあ／クラッチ／解散！／カラーマジック／ちょうどいい／クラッチ／あな／思ってたんとちがう／デザインの人／クラッチ／みんなのあ               |
| 30     | 9月1日       | デザインの観察／クラッチ／デッサンあ／解散！／カラーマジック／ちょうどいい／クラッチ／かたちの式／思ってたんとちがう／デザインの人／クラッチ／みんなのあ                   |
| 31     | 9月22日      | デザインの観察／デッサンあ／解散！／カラーマジック／ちょうどいい／あな／思ってたんとちがう／デザインの人／みんなのあ                                                       |
| 32     | 9月29日      | 解散！／デッサンあ／クラッチ／あな／解散！／カラーマジック／クラッチ／うごきのデザイン／音のデザイン／クラッチ／ぶぶん／わたしのまるとしかく／解散！／ない世界／みんなのあ |
| 33     | 10月20日     | デザインの観察／クラッチ／デッサンあ／解散！／クラッチ／おととおんがく／ちょうどいい／あな／思ってたんとちがう／デザインの人／クラッチ／みんなのあ                         |
| 34     | 10月27日     | デザインの観察／クラッチ／デッサンあ／解散！／デザインかぞえうた／クラッチ／ちょうどいい／あな／思ってたんとちがう／デザインの人／みんなのあ                               |
| 35     | 11月17日     | デザインの観察／クラッチ／デッサンあ／解散！／まるとしかく／ちょうどいい／あな／思ってたんとちがう／デザインの人／みんなのあ                                               |
| 36     | 11月24日     | 解散！／デッサンあ／カラーマジック／クラッチ／うごきのデザイン／解散！／音のデザイン／ぶぶん／わたしのまるとしかく／クラッチ／ない世界／みんなのあ                         |
| 37     | 2013年1月5日 | 解散！の解散！／デッサンあ／音のデザイン／やじるしソング／クラッチ／ない世界／思ってたんとちがう／デザインの人                                                             |
| 38     | 1月12日      | デザインの観察／デッサンあ／解散！／やじるしソング／ない世界／クラッチ／ぶぶん／思ってたんとちがう／デザインの人／みんなのあ                                               |
| 39     | 2月2日       | デザインの観察／クラッチ／デッサンあ／解散！／やじるしソング／ない世界／思ってたんとちがう／デザインの人／みんなのあ                                                       |
| 40     | 2月9日       | デザインかぞえうた／カラーマジック／クラッチ／解散！／おととおんがく／ぶぶん／クラッチ／まるとしかく／クラッチ／やじるしソング／みんなのあ／クラッチ                       |

### 2013年度
| 放送回 | 放送日       | コーナー |
| ------ | ------------ | --- |
| 41     | 4月6日       | つくる／デッサンあ／クラッチ／てざわりうた／デザイン問答／クラッチ／デザインの人／みんなのあ                                                     |
| 42     | 4月13日      | デザインの観察／デッサンあ／てざわりうた／デザイン問答／思ってたんとちがう／デザインの人                                                         |
| 43     | 5月4日       | 大解散！／デッサンあ／てざわりうた／デザイン問答／思ってたんとちがう／デザインの人／みんなのあ                                                   |
| 44     | 5月11日      | あな／あな／解散！／やじるしソング／ない世界／あな／あな／あな／クラッチ／思ってたんとちがう／わたしのまるとしかく／クラッチ                     |
| 45     | 6月1日       | つくる／デッサンあ／解散！／デザインかぞえうた／うごきのデザイン／クラッチ／な～んだ？／デザインの人／みんなのあ                                 |
| 46     | 6月8日       | デザインの観察／デッサンあ／うごきのトレース／まるとしかく／うごきのデザイン／クラッチ／な～んだ？／デザインの人／みんなのあ                     |
| 47     | 6月29日      | つくる／デッサンあ／解散！／おととおんがく／デザイン問答／な～んだ？／デザインの人／みんなのあ                                                   |
| 48     | 7月6日       | 思ってたんとちがう／クラッチ／てざわりうた／デザイン問答／うごきのトレース／みんなのあ                                                           |
| 49     | 8月24日      | デザインの観察／クラッチ／デッサンあ／どうせんうた／デザイン問答／思ってたんとちがう／デザインの人／みんなのあ                                   |
| 50     | 8月31日      | つくる／うごきのトレース／解散！／クラッチ／どうせんうた／クラッチ／デザイン問答／しわけ／思ってたんとちがう／デザインの人／みんなのあ／クラッチ |
| 51     | 9月21日      | デザインの観察／解散！／どうせんうた／クラッチ／デザイン問答／しわけ／思ってたんとちがう／デザインの人／クラッチ／みんなのあ                     |
| 52     | 9月28日      | 解散！／クラッチ／どうせんうた／しわけ／デッサンあ／クラッチ／な～んだ？／思ってたんとちがう／みんなのあ／クラッチ                               |
| 53     | 10月19日     | つくる／デッサンあ／解散！／デザインかぞえうた／ない世界／ぬきさし／デザインの人／みんなのあ                                                     |
| 54     | 10月26日     | デザインの見学／しわけ／解散！／やじるしソング／クラッチ／ない世界／ぬきさし／思ってたんとちがう／デザインの人／クラッチ／みんなのあ             |
| 55     | 11月16日     | つくる／デッサンあ／クラッチ／解散！／カラーマジック／クラッチ／ない世界／ぬきさし／思ってたんとちがう／クラッチ／デザインの人／みんなのあ       |
| 56     | 11月23日     | ちょうどいい／うごきのトレース／デッサンあ／ぶぶん／てざわりうた／クラッチ／しわけ／あな／みんなのあ                                             |
| 57     | 2014年1月4日 | 大解散！／音のデザイン／クラッチ／ぬきさし／せん／デザイン問答／思ってたんとちがう／デザインの人／クラッチ／みんなのあ                           |
| 58     | 1月11日      | つくる／デッサンあ／解散！／せん／デザイン問答／しわけ／デザインの人／クラッチ                                                                   |
| 59     | 2月1日       | デザインの見学／ぬきさし／デザイン問答／デッサンあ／思ってたんとちがう／せん／デザインの人／みんなのあ                                           |
| 60     | 2月8日       | 「あ」のテーマ・アコースティック／解散！／てざわりうた／デッサンあ／クラッチ／どうせんうた／思ってたんとちがう／せん／みんなのあ                 |

### 2014年度
| 放送回 | サブタイトル           | 放送日  | コーナー |
| ------ | ---------------------- | ------- | -------- |
| 61     |                        | 4月5日  |          |
| 62     | 4月12日                |         |          |
| 63     | 5月3日                 |         |          |
| 64     | 5月10日                |         |          |
| 65     | 5月31日                |         |          |
| 66     | 6月7日                 |         |          |
| 67     | 6月28日                |         |          |
| 68     | 7月5日                 |         |          |
| 69     | 9月6日                 |         |          |
| 70     | 9月13日                |         |          |
| 71     | 10月4日                |         |          |
| 72     | 10月11日               |         |          |
| 73     | 11月1日                |         |          |
| 74     | 11月8日                |         |          |
| 75     | 11月29日               |         |          |
| 76     | 12月6日                |         |          |
| 77     | デザインうたスペシャル | 1月9日  |          |
| 78     |                        | 1月10日 |          |
| 79     | 1月31日                |         |          |
| 80     | 2月7日                 |         |          |

### 2015年度
| 放送回 |                        | 放送日   | コーナー |
| ------ | ---------------------- | -------- | --- |
| 81     | なし                   | 4月4日   | |
| 82     | なし                   | 4月11日  | |
| 83     | なし                   | 5月2日   | |
| 84     | なし                   | 5月9日   | |
| 85     | なし                   | 5月30日  | |
| 86     | なし                   | 6月6日   | |
| 87     | なし                   | 6月27日  | |
| 88     | なし                   | 7月4日   | |
| 89     | なし                   | 9月5日   | |
| 90     | なし                   | 9月12日  | |
| 91     | なし                   | 10月3日  | デザインの観察／解散！／おととおんがく／うごきのデザイン／なんやかんや／あな／クラッチ／うらおもて／デザインの人／みんなのあ     |
| 92     | 考えていないスペシャル | 10月10日 | |
| 93     | なし                   | 10月31日 | |
| 94     | なし                   | 11月7日  | デザインの見学／解散！／ともるひかる／たぬき師匠／アンドゥトロワ／おれがあいつであいつがおれで／デザインの人／みんなのあ         |
| 95     | なし                   | 11月28日 | デザインの観察／解散！／デッサンあ／ともるひかる／なんやかんや／チーム○○／おれがあいつであいつがおれで／デザインの人／みんなのあ |
| 96     | なし                   | 12月5日  | |
| 97     | なし                   | 1月9日   | |
| 98     | なし                   | 1月16日  | |
| 99     | なし                   | 2月6日   | |
| 100    | 100回スペシャル        | 2月13日  | |

### 2016年度
| 放送回 | サブタイトル         | 放送日   | コーナー |
| ------ | -------------------- | -------- | --- |
| 101    | なし                 | 4月9日   | |
| 102    | なし                 | 4月16日  | |
| 103    | なし                 | 5月7日   | |
| 104    | なし                 | 5月14日  | |
| 105    | なし                 | 6月4日   | |
| 106    | なし                 | 6月11日  | |
| 107    | なし                 | 7月2日   | |
| 108    | たぬき師匠スペシャル | 7月9日   | |
| 109    | なし                 | 9月3日   | |
| 110    | なし                 | 9月10日  | |
| 111    | なし                 | 10月1日  | |
| 112    | なし                 | 10月8日  | |
| 113    | なし                 | 11月5日  | |
| 114    | なし                 | 11月12日 | |
| 115    | なし                 | 12月3日  | |
| 116    | アニメスペシャル     | 12月10日 | |
| 117    |                      | 1月7日   | |
| 118    | 1月14日              |          | |
| 119    | 2月4日               |          | |
| 120    | 文字スペシャル       | 2月11日  | デザインの観察／明朝さんとゴシックさん／明朝さんとゴシックさん／文字ハンディング／解散！／クラッチ／明朝さんとゴシックさん／うちとそと／みんなのあ |

### 2017年度
| 放送回 | サブタイトル               | 放送日   | コーナー |
| ------ | -------------------------- | -------- | --- |
| 121    | なし                       | 4月8日   | |
| 122    | なし                       | 4月15日  | |
| 123    | なし                       | 5月6日   | |
| 124    | もんスペシャル             | 5月13日  | もん |
| 125    | ディレクターズセレクション | 6月3日   | デザインの観察／解散！／もん／デッサンあ／どうせんうた／くりかえし／思ってたんとちがう／つくる／みんなのあ                                                         |
| 126    | なし                       | 6月10日  | |
| 127    | なし                       | 7月1日   | デザインの観察／解散！／ピッタリ／のこり／間に合わせる／思ってたんとちがう／くりかえし／ガマンぎりぎりライン／デザインの人／みんなのあ                             |
| 128    | なし                       | 7月8日   | つくる／もん／デッサンあ／ピッタリ／ポスターフライト／くりかえし／間に合わせる／クラッチ／みんなのあ                                                               |
| 129    | なし                       | 9月9日   | デザインの観察／解散！／てんせんめん／もん／のこり／思ってたんとちがう／デザインの人／みんなのあ                                                                   |
| 130    | なし                       | 9月16日  | つくる／デッサンあ／てんせんめん／ポスターフライト／くりかえし／思ってたんとちがう／のこり／うごきのデザイン／みんなのあ                                           |
| 131    | なし                       | 10月7日  | デザインの見学／てん せん めん／もん／のこり／思ってたんとちがう／デザインの人／みんなのあ                                                                         |
| 132    | 食べるスペシャル           | 10月14日 | デザインの観察／解散！／ぬきさし／解散！／考えていない／シンプルマーク／うごきのデザイン／わたしのまるとしかく／思ってたんとちがう／つくる／クラッチ／みんなのあ   |
| 133    | なし                       | 11月4日  | つくる／デッサンあ／クラッチ／解散！／ことのはうた／クラッチ／ポスターフライト／わたしのまるとしかく／うごきのデザイン／クラッチ／みんなのあ                       |
| 134    | なし                       | 11月11日 | デザインの観察／もん／ともるひかる／見えないものを見る／クラッチ／思ってたんとちがう／デザイン問答／みんなのあ／クラッチ                                           |
| 135    | なし                       | 12月2日  | デザインの観察／デッサンあ／きせる／クラッチ／めでたい／デザインの人／みんなのあ                                                                                   |
| 136    | 間に合わせるスペシャル     | 12月9日  | |
| 137    | なし                       | 1月6日   | つくる／デッサンあ／のこり／見えないものを見る／めでたい／クラッチ／くりかえし／デザインの人／みんなのあ                                                           |
| 138    | なし                       | 1月13日  | つくる／解散！／デッサンあ／めでたい／見えないものを見る／クラッチ／のこり／わたしのまるとしかく／うごきのデザイン／クラッチ／みんなのあ                           |
| 139    | ポスターフライトスペシャル | 3月10日  | |
| 140    | なし                       | 3月17日  | デザインの観察／解散！／森羅万象／アンドゥトロワ／デッサンあ／見えないものを見る／思ってたんとちがう／がまんギリギリライン／うごきのデザイン／クラッチ／みんなのあ |

### 2018年度
| 放送回 | サブタイトル         | 放送日 | コーナー                                                                                                 |
| ------ | -------------------- | --- | --- |
| 141    |                      | 4月7日 | デザインの観察／解散！／もん／森羅万象／クラッチ／わたしのまるとしかく／デッサンあ／みんなのあ           |
| 142    | 4月14日              | つくる／解散！／デッサンあ／見えないものを見る／森羅万象／もん／きせる／みんなのあ                                                   | |
| 143    | 5月5日               | デザインの見学／デッサンあ／わたしのまるとしかく／解散！／かたち／森羅万象／デザインの人／みんなのあ                                 | |
| 144    | 5月12日              | | |
| 145    | 6月2日               | なおす／デッサンあ／クラッチ／てざわりうた／クラッチ／かたち／解散！／クラッチ／きせる／クラッチ／みんなのあ                         | |
| 146    | 6月9日               | デザインの観察／クラッチ／解散！／デッサンあ／てんせんめん／うごきのデザイン／デザインの人／みんなのあ                               | |
| 147    | 6月30日              | | |
| 148    | うたスペシャル       | 7月7日 | |
| 149    |                      | 9月8日 | デザインの観察／解散！／ぐるぐる／くりかえし／デッサンあ／見えないものを見る／きせる／かたち／みんなのあ |
| 150    | 9月15日              | つくる／ぐるぐる／もん／見えないものを見る／クラッチ／のこり／クラッチ／デザインの人／クラッチ／みんなのあ                           | |
| 151    | 10月6日              | デザインの見学／解散！／デッサンあ／クラッチ／かたち／ぐるぐる／見えないものを見る／うごきのデザイン／思ってたんとちがう／みんなのあ | |
| 152    | 10月13日             | | |
| 153    | 11月3日              | | |
| 154    | 11月10日             | | |
| 155    | 12月1日              | | |
| 156    | つくるスペシャル     | 12月8日 | |
| 157    | なし                 | 2019年1月5日 | |
| 158    | なし                 | 1月12日 | |
| 159    | なし                 | 2月2日 | |
| 160    | 「かたちスペシャル」 | 2月9日 | |

### 2019年度
| 放送回 | サブタイトル               | 放送日 | コーナー                                                                                         |
| ------ | -------------------------- | --- | ------------------------------------------------------------------------------------------------ |
| 161    |                            | 4月6日 | デザインの観察／クラッチ／解散！／グラデーション／デッサンあ／なに鬼？／デザインの人／みんなのあ |
| 162    | 4月13日                    | |                                                                                                  |
| 163    | 5月4日                     | |                                                                                                  |
| 164    | 見学スペシャル             | 5月11日 |                                                                                                  |
| 165    |                            | 6月1日 |                                                                                                  |
| 166    | 6月8日                     | |                                                                                                  |
| 167    | 6月29日                    | |                                                                                                  |
| 168    | 7月6日                     | |                                                                                                  |
| 169    | 9月7日                     | デザインの観察／解散！／ピッタリ／デッサンあ／そなえる／ぬきさし／デザインの人／思ってたんとちがう／みんなのあ |                                                                                                  |
| 170    | 9月14日                    | |                                                                                                  |
| 171    | 10月5日                    | つくる／ならべうた／解散！／なに鬼？／クラッチ／うごきのデザイン／クラッチ／デザインの人／クラッチ／みんなのあ |                                                                                                  |
| 172    | 10月12日                   | |                                                                                                  |
| 173    | 11月2日                    | |                                                                                                  |
| 174    | なに鬼?スペシャル          | 11月9日 |                                                                                                  |
| 175    |                            | 11月30日 |                                                                                                  |
| 176    | 12月7日                    | |                                                                                                  |
| 177    | 2020年1月4日               | |                                                                                                  |
| 178    | 1月11日                    | |                                                                                                  |
| 179    | 2月1日                     | |                                                                                                  |
| 180    | うごきのデザインスペシャル | 2月8日 |                                                                                                  |

### 2020年度
| 放送日   | サブタイトル                  | 放送回 | コーナー |
| -------- | ----------------------------- | ------ | --- |
| 4月4日   | なし                          | 181    | デザインの裏側／デッサンあ／なに鬼？／ことのはうた／なんやかんや／デザイン問答／みんなのあ                                                           |
| 4月11日  | いろスペシャル                | 182    | デザインの観察／解散！／カラーマジック／かたち／たぬき師匠／なに鬼？／そざい体操第一／つくる／みんなのあ                                             |
| 5月2日   | なし                          | 183    | つくる／デッサンあ／そなえる／わたしのまるとしかく／なかみ／デザイン問答                                                                             |
| 5月9日   | マークスペシャル              | 184    | デザインの観察／シンプルマーク／解散！／うちとそと／もん／みんなのあ                                                                                 |
| 6月6日   | なし                          | 185    | つくる／デッサンあ／もじうご／おととおんがく／あな／あの手この手／なかみ／ない世界／みんなのあ                                                       |
| 6月13日  | なし                          | 186    | デザインの見学／デッサンあ／もじうご／デザインかぞえうた／あな／そなえる／あの手この手／うごきのデザイン／みんなのあ                                 |
| 7月4日   | なし                          | 187    | 解散！／あな／もじうご／そなえる／わたしのまるとしかく／あの手この手／デザインの人／やじるしソング／みんなのあ                                       |
| 7月11日  | なし                          | 188    | デザインの観察／アレもってきて／ピッタリ／もじうご／デザイン問答／なかみ／デザインの人／みんなのあ                                                   |
| 9月5日   | なし                          | 189    | デザインの観察／解散！／かたちモディフィケーション／森羅万象／あな／クラッチ／あの手この手／もじうご／デザインの人／みんなのあ                       |
| 9月12日  | なし                          | 190    | つくる／ぺこるぽこる／アレもってきて／クラッチ／解散！／思ってたんとちがう／もじうご／ＳＨＯＯＴ＆ＥＤＩＴ／デザイン問答／みんなのあ                 |
| 10月3日  | なし                          | 191    | つくる／かたちモディフィケーション／クラッチ／アレもってきて／あの手この手／グラデーション／もじうご／クラッチ／デザインの人／みんなのあ             |
| 10月10日 | なし                          | 192    | 言いたいことがあります／クラッチ／ＴＩＭＥ／クラッチ／おれがあいつであいつがおれで／みんなのあ                                                       |
| 10月31日 | なし                          | 193    | デザインの裏側／言いたいことがあります／もじうご／かたちモディフィケーション／ならべうた／わたしのまるとしかく／きせる／みんなのあ                   |
| 11月7日  | なし                          | 194    | 解散！をつくろう／言いたいことがあります／クラッチ／まるとしかく／ぺこるぽこる／クラッチ／デザインの人／みんなのあ                                   |
| 11月28日 | なし                          | 195    | つくる／言いたいことがあります／解散！／アレもってきて／ピッタリ／クラッチ／デザイン問答／みんなのあ                                                 |
| 12月5日  | なかみスペシャル              | 196    | なかみ／クラッチ／言いたいことがあります／解散！／クラッチ／もじうご／せん／みんなのあ                                                               |
| 1月9日   | なし                          | 197    | デザインの観察／解散！／アレもってきて／ぺこるぽこる／カラガラ／かたちモディフィケーション／クラッチ／わたしのまるとしかく／デザイン問答／みんなのあ |
| 1月16日  | なし                          | 198    | つくる／アレもってきて／あな／まつ／もじうご／思ってたんとちがう／クラッチ／デザインの人／みんなのあ                                                 |
| 2月20日  | もんスペシャル                | 199    | もん／デッサンあ／アンドゥトロワ／クラッチ／みんなのあ                                                                                               |
| 2月27日  | デザインあ ２００回スペシャル | 200    | 「あ」のテーマ、森羅万象、解散!、思ってたんとちがう、てざわりうたなどのLIVEバージョンが放送された。                                                  |

### 2021年
| 放送回 | サブタイトル | 放送日  | コーナー |
| ------ | ------------ | ------- | --- |
| 201    | なし         | 4月3日  | 解散！／ちょっとななめ／もじうご／クラッチ／デザイン問答／みんなのあ／クラッチ                                       |
| 202    | なし         | 4月10日 | 解散！／ちょっとななめ／アレもってきて／クラッチ／デザインの人／みんなのあ／クラッチ                                 |
| 203    | なし         | 4月17日 | つくる／ちょっとななめ／アレもってきて／クラッチ／ぺこるぽこる／かたちモディフィケーション／みんなのあ／クラッチ     |
| 204    | なし         | 4月24日 | ちょっとななめ／クラッチ／かたちモディフィケーション／解散！／クラッチ／デザイン問答／みんなのあ／クラッチ           |
| 205    | なし         | 5月1日  | そなえる／クラッチ／ちょっとななめ／クラッチ／デザイン問答／クラッチ／みんなのあ／クラッチ                           |
| 206    | なし         | 6月12日 | つくる／もじうご／デザイン問答／ＴＩＭＥ／みんなのあ                                                                 |
| 207    | なし         | 6月19日 | 解散！をつくろう／アレもってきて／クラッチ／グラデーション／クラッチ／かたちモディフィケーション／みんなのあ         |
| 208    | なし         | 6月26日 | 解散！／もの算／やじるしソング／デザインの人／みんなのあ                                                             |
| 209    | なし         | 7月3日  | もじうご／デザインかぞえうた／クラッチ／ない世界／クラッチ／みんなのあ                                               |
| 210    | なし         | 7月10日 | デザインの観察／解散！／アレもってきて／クラッチ／ぺこるぽこる／ＳＨＯＯＴ＆ＥＤＩＴ／思ってたんとちがう／みんなのあ |
|        |              |         | |

## 主なコーナー
デザインの観察
＃1で初登場。身の回りに日常的にあるもの（醤油差し、風呂敷、寿司など）をテーマに、デザインの視点から観察してみる映像表現。観察対象となる「もの」はひとつではなく、ボールなら野球やテニス、ラグビーボールといった具合に同じグループをまとめて扱う。また、観察は「もの」単体で完結するとは限らず、モデルによる実演（傘であれば開いたり回転させる、弦楽器であれば調弦の様子など）をまじえることもある。
「デザインあneo」ではナレーション（声 - 青葉市子）やスケッチでの図解による説明が加わる。
| 回数 | サブタイトル | 放送日       | 再放送日 |
| ---- | ------------ | ------------ | -------- |
| #1   | しょうゆ注し | 2011年4月2日 |          |

1. ケーキ(#02)
2. ふろしき(#03)
3. あかり(#05)
4. 筆記具(#06)
5. 寿司(#07)
6. 文字(#08)
7. お弁当(#10)
8. お金(#11)
9. 弦楽器(#13)
10. 傘(#14)
11. ボール(#16)
12. コップ(#17)(＃125)
13. ヘアスタイル(#18)
14. イス(#19)(#91)
15. 花(#21)
16. はし(#22)
17. はきもの(#23)
18. ねじ(#25)
19. カメラ(#26)
20. ダンス(#27)
21. UI(ユーザー・インターフェース)(＃29)
22. 包丁とナイフ(＃30)
23. 服(＃31)
24. 和菓子(＃33)
25. 自転車(＃34)
26. かばん(＃35)
27. 麺(＃38)
28. ビン(#39)(＃85)
29. パン(＃42)
30. 電動工具(＃46)
31. 机(＃49)
32. 紙(＃51)
33. あそび(＃61)
34. 箱(＃66)
35. チョコレート(＃71)(＃176)
36. ごはん(＃73)
37. 化粧(＃80)
38. ひも・ロープ(＃82)
39. はさみ(＃86)
40. スイッチ(#89)
41. 時計(＃95)
42. おかき・おせんべい(＃98)
43. フタ(#101)
44. 風(#106)
45. ゲームコントローラー(#109)
46. 木組み(#114)
47. 緩衝材(#117)
48. 将棋・囲碁・チェス(#119)
49. たまご(#121)
50. 鍵(#127)(＃210)
51. 水(#129)
52. 着物(＃134)
53. マーク(＃135)(＃184)
54. リサイクル(おとなスペシャル)
55. 缶切り(＃140)
56. 帽子(#141)
57. はんこ(＃146)
58. お茶(＃149)(＃188)
59. 定規(＃154)
60. 印刷(＃157)
61. 折りたたむプロダクト(＃159)
62. ゴム(＃161)
63. 網(＃166)
64. 大豆(＃169)
65. 義足(おとなスペシャル2020)(#177)
66. ブラシ(＃179)
67. 絵の具(＃182)
68. とめる(＃189)
69. けずる(＃197)
70. 結び(＃201)

デザインの見学
＃54で初登場。「デザインの観察」同様、日常で目にするものを観察するコーナーだが、日用品を扱う「観察」とは異なり、外にあるものを文字通り「見て学ぶ」コーナーとなっている。BGMは、デザインの観察で使用されたもののアレンジバージョンが使用される。
1. 高速道路 (#54)
2. 入口 (#59)
3. 地面(＃63)
4. あかり (#69)(#164) スペシャル
5. のりもの(＃88)
6. 都市の水 (#94)(#164 スペシャル)
7. 流通(＃103)(#164 スペシャル)(＃186)
8. 信号機 (#111)(#164 スペシャル)
9. 銭湯 (#123)(#164 スペシャル)
10. 郵便 (#131)
11. 水道(＃143)
12. 白線( #151)
13. 市場(＃162)

デザインの裏側
＃181で初登場。パッケージの成分表示など、情報をわかりやすく機能的に配置・整理するデザイナーの作業風景にスポットを当てる。
つくる
＃41で初登場。身の回りにあるもの（硯、鉛筆など）の製造工程を順に追い、完成するまでを見せる。
植物や鉱物などの天然資源を採掘・採集するシーンから始まることが多い。何が作られているかは明かされず、製造工程を映す間は作業音のみが流れ、最後に完成品と共に名前とBGMが流れる。ナレーションは一切挿入されない。映像製作は山中有。
1. すずり(#41)
2. えんぴつ(#45)
3. はさみ(#47)
4. ピアノ(#50)
5. かわら(#53)
6. たたみ(#55)
7. おけ(#58)
8. トイレットペーパー(#62)
9. くつ(#65)
10. そうめん(#67)
11. いと(#70)
12. ガラスのコップ(#74)
13. カーブミラー(#75)
14. マフラー(#79)
15. べんとうばこ(#81)
16. ふうせん(#83)
17. お茶(#87)
18. ハンガー(#90)
19. ほうき(#93)
20. とうふ(#97)
21. くさり(#99)
22. かま(#102)
23. ばね(#105)
24. うちわ(#107)
25. 蛍光灯(#110)
26. セロハンテープ(#113)
27. くし(#115)
28. 納豆(#118)
29. ハーモニカ(#122)
30. 線香(#126)
31. 筆(#128)
32. ねじ(#130)
33. バット(#133)
34. だるま(#137)
35. ギター(#138)
36. おろしがね(#142)
37. さいふ(#147)
38. ボールペン(#150)
39. しめ縄(#153)
40. 地球儀(#155)
41. ひも(#158)
42. すな(#163)
43. かまぼこ(#165)
44. 和太鼓(#168)
45. チョーク(#171)
46. でんちゅう(#173)
47. けぬき(#175)
48. ぎそく(#178)
49. ポテトチップス(#183)
50. むぎちゃ(#190)
51. つりざお(＃191)
52. たび(＃195)
53. てつびん(＃198)
54. きゅうす(＃203)
55. かさ(＃206)

デッサンあ
＃1で初登場。性別や年齢の異なる12名があるものを放射状に等間隔に取り囲み、それをデッサンする過程を撮影したもの。同じものでも、見る人や角度によって見方や表現が異なることを楽しむ。阿部洋介の企画による。
モチーフとなるものは「誰もが知っているもの」「じっくり見てみるとデザインや造形的な発見があるようなもの」をベースに「スタジオに持ち込めるもの」「小さすぎず、大きすぎないもの」「1時間くらい動かないもの」「回転体でないもの」から選ばれる。静物に限らず、ノージー（『ノージーのひらめき工房』メインキャラクター）、サンタクロース、ピエロ、消防士、ボディービルダー、獅子舞、ゴン太くん（『できるかな』のキャラクター）など、人やキャラクターをモチーフとすることもある。デッサンの合間には参加者が静物のモチーフを触ったりモデルがパフォーマンス等を行う様子が挿入される。
まれに「脳内デッサンあ」と題し、参加者がモチーフを見ずにデッサンを行うパターンがある。デッサン中の間、モチーフは布で隠されており、終了後に答え合わせが行われる。
デッサンを行う12人の中には安齋肇、楳図かずお、蛭子能収、かせきさいだぁ≡、片桐仁（ラーメンズ）、加藤夏希、小島あやめ、さかなクン、坂本慎太郎（ゆらゆら帝国）、篠原ともえ、Shinya (DIR EN GREY)、津田寛治、鉄拳、中川翔子、中田敦彦（オリエンタルラジオ）、はいだしょうこ、パンツェッタ・ジローラモ、HITOE、マキタスポーツ、松尾貴史、水森亜土、もう中学生、八嶋智人、八代亜紀、山崎静代（南海キャンディーズ）など、毎回1名以上の著名人が含まれているが、あくまでもデッサン参加者の一人として扱われ、エンドロールにも名前は表示されない（コーナー冒頭で一般参加者を含めた五十音順で紹介される。）が、EPGにおける番組情報の出演者一覧にはクレジットされる。また、大塚いちお（『みいつけた!』のアートディレクター）、いぬんこ（『シャキーン!』のイラストレーター）、ショーガどろぼう（『シャキーン!』アニメ担当「ふりふり組織」のメンバー）、ピエール杉浦（『シャキーン!』『大!天才てれびくん』などの放送作家）など、他番組のスタッフが登場することもある。
「デッサンあ@デザインあ展」として、イベント「デザインあ展」（後述）で収録されたものもある。この場合は観覧者による8方向からの描画で著名人は参加しておらず、カンバスへの描画ではなくタブレット端末を用いた描画となっている。
1. バイク(＃01)(＃125)
2. たぬき(＃02)
3. イス(＃03)
4. コントラバス(＃05)
5. 宇宙服(＃06)(＃09)
6. 軽自動車(＃07)(＃85)
7. 西洋甲冑(＃08)(＃12)
8. ゴン太くん(＃10)
9. 人力車(＃11)(＃15)
10. 大型オートバイ(＃13)
11. ドラムセット(＃14)
12. 耕うん機(＃16)
13. 獅子舞(＃17)
14. おみこし(＃18)
15. ボディービルダー(＃19)
16. 消防車(春休みスペシャル1)(＃28)
17. クラシックカー(春休みスペシャル2)(＃24)
18. 車イス(＃21)(＃32)
19. 五月人形(＃22)
20. 盆栽(＃23)
21. 消防士(＃25)
22. ピアノ(＃26)
23. カヤック(＃27)
24. ハンググライダー(＃29)
25. テント(＃30)
26. 剣士(＃31)
27. かにクレーン(＃33)
28. 花嫁衣装(＃34)
29. ハープ(＃35)
30. きゅうす＆ポット(＃36)
31. 石灯籠(＃37)
32. 二段ベッド(＃38)
33. なまはげ(＃39)
34. いす＠デザインあ展(21_21 DESIGN SIGHT)(＃41)
35. やかん＠デザインあ展 (21_21 DESIGN SIGHT)(＃42)
36. ロボット(＃43)
37. ロッキングチェア(＃45)
38. 生け花(＃46)
39. ピエロ(＃47)
40. 三輪スクーター(＃49)
41. スタジオカメラ(＃52)
42. ベビーカー(＃53)
43. スーザフォン(＃55)
44. サンタクロース(＃56)
45. 招き猫(＃58)
46. 一輪車(＃59)
47. フォークリフト(＃60)
48. ノージー(＃65)
49. 学校机とイス(＃68)
50. 白バイ(＃69)
51. おでんの屋台(＃70)
52. チャイルドシート付自転車(＃74)
53. 和太鼓(＃75)
54. 組み立て体操(＃78)
55. 買い物カート(＃79)
56. 応援団(＃81)
57. こいのぼり(＃83)
58. 骨格標本(＃87)
59. アコーディオン奏者(＃89)
60. フェンシング選手(＃93)
61. オート三輪(＃95)
62. もちつき(＃97)
63. サイクロン式掃除機(＃99)
64. 自転車(＃101)
65. マリアッチ(＃104)
66. ラジコンヘリ(＃106)
67. 阿波踊り(＃107)
68. サンバダンサー(＃110)
69. カブトムシ(＃111)
70. 二宮金次郎像(＃113)
71. 機織機(＃115)
72. 十二単(＃118)
73. 東京タワー(＃119)
74. チアリーダー(＃121)
75. クラシックカー②(＃123)
76. ユンボ(＃126)
77. 旧型テレビ(＃128)
78. チェンバロ(＃130)
79. コサックダンサー(＃133)
80. スワンボート(＃135)
81. サーファー(＃137)
82. ラウンジチェア(＃138)
83. アンティークミシン(＃140)
84. デッサンあ in TOYAMA(＃141)
85. ボクサー(＃142)
86. バスケットボール選手(＃143)
87. 木馬(＃145)
88. プール監視員(＃146)
89. デッサンあin日本科学未来館(＃149)
90. 信号機(＃151)
91. トゥクトゥク(＃153)
92. どじょうすくい(＃157)
93. スクーター②(＃159)
94. レーシングカート(＃161)
95. デッサンあ in YAMANASHI(＃162)
96. 南京玉簾(＃165)
97. デッサンあ in KUMAMOTO(＃168)
98. インド舞踊民衣装(＃169)
99. 駕籠(＃172)
100. バレエダンサー(＃173)
101. 電動バイク(＃175)
102. デッサンあ in SHIGA(＃177)
103. フラメンコダンサー(＃178)
104. 蓄音機(＃179)
105. アルプホルン(＃181)
106. 帆船模型(＃183)
107. 火消し(＃185)
108. 二人乗り自転車(＃186)
109. デッサンあ in　Aichi(＃199)

解散!
＃1で初登場。身の回りにあるものを分解してパーツを並べる様子を描くストップモーション・アニメーション。合図のホイッスルとともに、パーツが勝手に解散するように描かれる。場合によっては「解散」が済んだあと、同じくホイッスルを皮切りに映像が巻き戻されることで再び元の形に「集合」することもある（『集合』中はBGMも逆再生のものが流される）。さらに派生したパターンとして、「解散!」を撮影するスタッフや機材までもが「解散」するメタ要素を含んだ「解散!の解散!」、カメラが移動しながら人や車を「解散」させる「大解散!」などがある。
分解は徹底的に行われ、ハッサクは果肉の粒（砂じょう）の一粒一粒まで、トランプはカードに貼り付けられたマークをはがすところまで行われる。映像制作は岡崎智弘。
1. ポテトチップスとあられ(＃01)(＃04)
2. はっさくとぶどう(＃02)(＃04)
3. ガム(＃03)(＃04)
4. ランドセル(＃04)(＃143)
5. ホチキス(＃05)(＃09)
6. トランプ(＃06)(＃09)
7. 七味唐辛子とお茶漬け(＃07)(＃09)
8. くつ(＃08)
9. 傘(＃09)
10. とうもろこしとキャベツ(＃10)(＃12)(＃125)
11. マンガ(＃11)(＃12)(＃112)
12. ひも(＃12)
13. ちょうちん(＃13)(＃15)
14. ラーメン(＃14)(＃15)(＃132)
15. えんぴつと消しゴム(＃15)
16. 包装(＃16)
17. タンスと本棚(＃17)
18. ワイシャツとセーター(＃18)(＃112)
19. 地図(＃19)(＃52)
20. ボール(＃20)(＃24)
21. 将棋大会(春休みスペシャル1)(＃28)(＃112)
22. ピクニック(春休みスペシャル2)(＃24)(＃112)
23. ブロッコリーとシメジ(＃21)(＃24)
24. せんべいとこんぺいとう(＃22)(＃32)
25. コースター(＃23)
26. 交通標識(＃24)(＃36)(＃184)
27. メイク(＃25)
28. そろばん＆電卓(＃26)(＃32)
29. たわし(＃27)
30. 絵の具(＃28)(＃182)
31. 扇子&うちわ(＃29)(＃190)
32. ジーンズ(＃30)
33. テープ(＃31)
34. 水槽(＃32)(＃52)
35. 水(＃33)
36. アイスクリーム(＃34)(＃44)
37. たいやき＆たこやき(＃35)
38. リース＆正月飾り(＃36)(＃196)
39. 自転車(＃37)(＃52)
40. 絵本(＃38)
41. 等高線(＃39)
42. チラシ(＃40)(＃52)(＃171)
43. デザインあ展(＃43)
44. すし(＃45)(＃52)
45. カバン(＃47)
46. 帽子(＃50)
47. 影(＃51)
48. バドミントン(＃52)
49. パズル(＃53)
50. クリップ(＃54)
51. 栗&稲穂(＃55)
52. カフェ(＃57)(＃112)
53. 時間軸(＃58)
54. 焼シャケ(＃60)
55. コーヒー＆カプチーノ(＃61)
56. グローブ＆ボール(＃62)
57. ネイルアート(＃63)
58. 緑茶＆ハーブティー(＃64)(＃204)
59. 海の土・森の土(＃65)(＃145)
60. 鍵盤ハーモニカ・タンブリン(＃67)
61. きんぴら＆キムチ(＃69)
62. 水滴(＃70)
63. フローリング＆たたみ(＃71)
64. ハンガー＆洗濯もの干し(＃72)
65. お好み焼き＆ピザ(＃73)(＃112)(＃132)
66. こども服(＃74)
67. 羽根ペン＆ボールペン(＃75)
68. デスクライト＆電球(＃76)
69. 軍手＆ミトン(＃77)
70. 移動物体(＃78)(＃112)
71. ギター＆サクソフォン(＃79)(＃85)
72. 餃子＆春巻き(＃80)
73. だんご＆ドーナツ(＃81)
74. お金(＃82)
75. 下駄＆ハイヒール(＃83)
76. ロマネスコ(＃84)
77. 発泡スチロール(＃86)(＃112)(＃152)
78. まくら＆ふとん(＃87)
79. やきそば＆ホットドッグ(＃88)
80. キーボード＆マウス(＃91)
81. タネ(＃92)(＃112)
82. ゼリー＆あんみつ(＃94)(＃195)
83. 不動産(＃95)
84. 天気図(＃97)(＃112)
85. Ｙチェア＆クッションチェア(＃101)
86. 関西のおばちゃん(＃102)(＃112)
87. グラタン＆ラザニア(＃105)
88. メモ(＃106)(＃120)
89. チョコレート＆和菓子(＃107)
90. マトリョーシカ(＃109)
91. たまねぎ(＃111)
92. バーコード＆二次元コード(＃114)
93. ねじ(＃118)
94. とんかつ(＃121)
95. マスクメロン(＃123)
96. デッキブラシ＆歯ブラシ(＃127)(＃179)
97. ミネストローネ(＃129)
98. マッチ(＃133)
99. 税(おとなスペシャル)
100. 額と掛け軸(＃138)
101. スペシャルエディション１(＃140)
102. 電話(＃141)
103. スペシャルエディション2(＃142)
104. 時計とカレンダー(＃146)(＃174)
105. ダンボール(＃147)
106. スペシャルエディション3(＃149)
107. 机とデスクトップ(＃151)
108. 樽と俵(＃155)
109. キウイ(＃158)
110. アクシデント(＃161)
111. だし巻き卵とスクランブルエッグ(＃166)
112. 虫図鑑(＃168)
113. 枝豆(＃169)
114. 七宝柄(＃189)
115. モザイクパッケージ(＃197)
116. 柿の種とベビースター(＃202)

解散！をつくろう
＃187で初登場。「解散！」の撮影風景をテロップを交えて紹介する。
1. しめじの解散！のつくりかた(＃187)
2. トランプの解散！のつくりかた(＃194)

うごきのデザイン
＃10で初登場。「赤い人」の行動観察から、身の回りにある、皆が気持ちよく行動できるように考えられたデザイン（整列乗車など）を確認するアニメ。初めはあらゆるシチュエーションにおける「不便なデザイン」で赤い人がトラブルに巻き込まれる様子が描かれ、その後はデザインが改良された状況下で赤い人がスムーズに行動できる様子が描かれる。赤い人は既婚者で子どもも5人（うち1人は小学一年生で、彼を主役としたエピソードもある）いるが、慌て者で子どもっぽい振る舞いが目立ち、ナレーションにつっこまれる事がある。
声の担当は笑い飯（西田幸治・哲夫）。普段と異なり標準語でしゃべっている。アニメーション担当はミズヒロ。
| 回数 | サブタイトル       | 放送日         | 再放送日       |                |
| ---- | ------------------ | -------------- | -------------- | -------------- |
| #10  | ホーム             | 2011年8月27日  |                |                |
| #11  | バイキング         | 2011年9月17日  | 2020年2月8日   |                |
| #13  | 階段               | 2011年10月15日 |                |                |
| #14  | 交差点             | 2011年10月22日 |                |                |
| #16  | エレベーター       | 2011年11月19日 | 2012年11月24日 | 2016年12月10日 |
| #17  | エレベーター       | 2012年1月7日   |                |                |
| #18  | 押しボタン式信号   | 2012年1月14日  |                |                |
| #19  | プール             | 2012年2月4日   |                |                |
| #45  | 弁当               | 2013年6月1日   |                |                |
| #46  | 400mトラック       | 2013年6月8日   |                |                |
| #90  | 400mトラック       | 2015年9月12日  |                |                |
| #91  | レジ               | 2015年10月3日  |                |                |
| #92  | 美術館             | 2015年10月10日 |                |                |
| #96  | 女子トイレ         | 2015年12月5日  |                |                |
| #97  | フードコート       | 2016年1月9日   |                |                |
| #126 | ベルトコンベヤー   | 2017年6月10日  | 2020年2月8日   |                |
| #130 | 田植え             | 2017年9月9日   |                |                |
| #133 | 遊園地             | 2017年11月4日  | 2020年2月8日   |                |
| #138 | 自動改札機         | 2018年1月13日  |                |                |
| #140 | スロープ           | 2018年3月17日  | 2020年2月8日   |                |
| #146 | 整理券             | 2018年6月9日   |                |                |
| #151 | スーパーマーケット | 2018年10月6日  |                |                |
| #154 | 勝手口             | 2018年11月10日 |                |                |
| #158 | 映画館             | 2019年1月12日  |                |                |
| #163 | 下駄箱             | 2019年5月4日   |                |                |
| #165 | ふすま             | 2019年6月1日   |                |                |
| #171 | 駐車場             | 2019年10月5日  |                |                |

デザイン問答
＃41で初登場。すべてのモノの形や仕組みには理由があることを、「先生」（声 - 平泉成）と「坊や」（声 - 安西英美）の電話相談形式による「問答」により説明するアニメ。
質問の冒頭で「先生！」「なんだい？」「先生！」「なんだい？」と掛け合いを行い、質問に対する解説が終わると「モノには全て理由がある」という結論で締めくくられる。
先生はデザインに関する質問には正確無比に答えるが、自身のことになると「年齢は27歳（後に『29歳』と言い直している）」「高級ペルシャ猫を飼ってる」「容姿はジュード・ロウそっくり」など必ず妙な見栄を織り込む。また、左利きの双子の弟がいる。坊やはデザインに対する関心は高いが、先生に対し無愛想な態度を取る事があり、問答が済むと素っ気なく電話を切ってしまう。
「デザイン問答・偉人編」と題し、デザイナーとして活躍した歴史上の人物を解説する事もある。
アニメーション担当はミズヒロ。
1. シャベルとスコップ(＃41)(＃48)(＃76)
2. 洗面台(＃42)(＃68)
3. ストロー(＃43)(＃76)
4. プラグ(＃47)(＃76)
5. 電話機(＃49)
6. ペットボトル(＃50)(＃152)
7. ペーパー(＃51)
8. トレイ(＃57)
9. 洋服(＃58)
10. 湯飲み茶碗(＃59)(＃76)
11. 筆記用具(＃109)(＃160)
12. 電車(＃134)(＃167)
13. ユニバーサルデザイン(＃178)
14. 缶ジュース(＃181)
15. チョコレート(＃188)
16. マンホール(＃190)
17. ガードレール(＃195)(＃205)
18. サッカーボール(＃197)
19. 時計(＃201)
20. 自販機(＃204)
21. 紙パック(＃206)
22. 「デザイン問答・偉人編」
23. ガウディ(＃81)
24. ブルーノ・ムナーリ(＃86)
25. アルネ・ヤコブセン(＃89)
26. 柳宗理(＃93)
27. バックミンスター・フラー(＃99)(＃116)(＃183)
28. イサム･ノグチ(＃102)
29. ココ･シャネル(＃106)
30. ミース・ファン・デル・ローエ(＃113)
31. ウィリアム・モリス(＃121)
32. アキッレ・カスティリオーニ(＃123)
33. フランク・ロイド・ライト(＃162)

もん
＃101で初登場。家紋の制作過程を線画で解説しながら、さまざまな家紋を紹介していく。ナレーションは渡辺篤史。冒頭では紋章上絵師の波戸場承龍が家紋を制作するシーンが導入される。
1. 梅(＃101)(＃199)
2. 松(＃102)
3. 巴(#105)(＃124)
4. 鷹の羽(＃107)
5. ひょうたん(#109)(＃124)
6. 雁がね(#110)(＃199)
7. 菊(#114)(＃124)
8. 千鳥(#115)(＃124)
9. 麻の葉(#117)(＃124)
10. 葵(#119)
11. 亀甲(＃126)
12. 鶴(＃128)(＃172)
13. みょうが(＃129)
14. かたばみ(#131)
15. いなずま(#134)(＃199)
16. 桜(＃141)
17. 井筒(＃142)
18. 四つ目(＃150)
19. 桔梗(＃154)
20. 雪(＃158)(＃178)
21. 源氏車(＃163)(＃184)
22. 鱗(＃165)
23. 笹(＃168)
24. 正五角形の作図法(おとなスペシャル2020)

デザインの人
＃1で初登場。様々なジャンルのデザイナーによる、子ども達にデザインに興味を持ってもらうためのメッセージ。子役によるナレーションを通じて「気に入っているデザイン」「デザインをする時に大切にしている事」等を質問する。
これまでの出演は（出演順に）深澤直人、柴田文江、山中俊治、渡邉良重、仲條正義、祖父江慎、面出薫、小泉誠、津村耕佑、韓亜由美、伊東豊雄、振付稼業air:man、皆川明、原研哉、須藤玲子、廣村正彰、岩崎一郎、佐藤可士和、永井一正、ひびのこづえ、小林章、クライン・ダイサム・アーキテクツ、田川欣哉、内藤廣、平野敬子、ジョン前田、葛西薫、辻川幸一郎、暦本純一、山本秀夫、喜多俊之、森本千絵、川上元美、南雲勝志、松永真、東信、手塚貴晴・由比、狐野扶実子、浅葉克己、鹿目尚志、福田哲夫、三谷龍二、坂崎千春、山口信博、五十嵐久枝、山崎亮、上田壮一、五十嵐恵美・星野若菜、梅原真、服部一成、奥村文絵、柏木博、長嶋りかこ、中村好文、町口覚、角田陽太、横川正紀、竹村真一、柘植伊佐夫、和田智、鈴野浩一・禿真哉、松岡正剛、中島信也、鈴木啓太。
みんなの「あ」
＃10で初登場。最後のコーナーとして放送される。視聴者から「あ」の文字を自由にデザインした絵（応募用紙 (PDF) には「あ」の文字が薄く点線で描かれている）を募集し、佐藤卓と中村勇吾が選んだ作品を6作（土曜以外の2021年度は3～4作）紹介する。
紹介される際には、名前（姓は紹介されない。表記は日本人は平仮名、外国人は片仮名）と年齢のみが紹介される。
クラッチ
「あ」の文字を様々な方法で表現した数秒間の超短編映像。コーナー間のアイキャッチ的に用いられる。2021年度以降はエンディングおよびエンドカードの廃止に伴いスタッフロール表示時の映像にも使用されるようになる。
様々なデザイナーやクリエイター（阿部洋介、イム・ジョンホ、梅津岳城、岡崎智弘、佐藤修悦、中村勇吾、細金卓矢、見富拓哉、らっパルなど）が通常の実写映像やハイスピードカメラを使ったスーパースロー、あるいはCGなどを駆使して製作している。
「あ」くん
5分版に登場するキャラクター。「『あ』くん」は呼称であり、正確な名称は「あ」一文字。黒い画面いっぱいに顔（目の部分がひらがなの『あ』になっており、四角い口と鍵括弧のような鼻）が表示される。番組冒頭や終了時、コーナーの合間などに現れ、直前のコーナーについてのちょっとした感想や挨拶を言う。登場期間は不明だが、2021年現在は未登場で公式ホームページにも記述はない。

## その他のコーナー
1. はせる

＃1で初登場。身の回りのものや事象のデザインを一から再構成してみて、結果的にそのデザインが極めて合理的に出来ていることを再確認するアニメ。2人の男女の会話で進行される。声の担当は本多力と山脇唯（ヨーロッパ企画）、アニメーション担当はミズヒロ。
1. 本(＃01)
2. 電話(＃02)
3. 並び方(＃03)
4. やじるし(＃05)
5. じょうろ(＃06)(＃12)
6. ペットボトルのふた(＃07)(＃15)
7. 時計(＃08)(＃20)

SOUND OF COMP OSITION
＃1で初登場。身の回りにあるものの基本的なレイアウトパターンを、音（リズム）と実写合成アニメで理解させる映像。「composition」とは構成・組み立ての意味。
1. 階層(＃01)(＃20)
2. 並列(＃03)(春休みスペシャル1)

1 DAY
＃2で初登場。「にぎる」などの普段の生活で繰り返される基本的な動作を再確認し、その体の動きを映像化する。
1. まわす(＃02)(＃20)
2. おす(＃05)(春休みスペシャル1)
3. にぎる(＃28)

モノ目線
＃6で初登場。日用品を扱う立場ではなく、扱われる日用品（モノ）からの目線で撮影された映像。「モノ」の声は我修院達也。
1. メガネ(＃06)(春休みスペシャル1)
2. はんこ(＃07)(＃20)
3. カップ(＃10)
4. 傘(＃11)(春休みスペシャル2)
5. 目薬(＃13)
6. 駐車場の遮断機(＃14)
7. サイコロ(＃17)

からだのカタチ
＃10で初登場。様々な道具を使う動作をパントマイムで表現し、モノのいろいろな使われ方を表現する短編映像。出演はエルベ。
1. イス(＃10)(春休みスペシャル1)
2. スプーン(＃12)(春休みスペシャル2)
3. 下敷き(＃15)
4. メガネ(＃20)
5. つり革(＃22)
6. ハンカチ(＃24)

ぶぶん
＃11で初登場。様々な「ぶぶん」（部品）を次々と映し出し、最終的にそれが組み合わさって何になるかを表す。
「ぶぶん」のデザインの面白さを再検証する短編映像。
1. 自動販売機(#11)(#20)(春休みスペシャル1)
2. トラック(#13)(＃56)
3. パソコン(#21)
4. バス(＃23)
5. ガスコンロ(＃32)
6. 東京タワー(#36)
7. 自動改札機(＃38)
8. 城(#40)

あな
＃16で初登場。様々なものの穴のシルエットを描き、それが何の穴かを推理する。穴は「わけるあな」や「とおすあな」など、機能や役割によって分類され、二つでワンセットにまとめて紹介される。
1. にぎるあな(＃16)(＃20)(＃189)
2. ででくるあな(＃18)(春休みスペシャル1)
3. さしこむあな(＃19)(春休みスペシャル2)
4. のむあな(＃22)
5. ひっかけるあな(＃23)
6. こまかくするあな(＃24)
7. ひびくあな(＃28)
8. わけるあな(＃29)(＃44)
9. おいしいあな(＃31)
10. もつあな(＃32)(＃44)
11. かたどるあな(＃33)(＃44)
12. 調整するあな(＃34)
13. はりつかないあな(＃35)
14. ふくあな(＃44)
15. さしこむあな②(＃44)
16. ながすあな(＃56)
17. とおすあな(＃75)(＃186)
18. はなすあな(＃91)
19. かるくするあな(＃185)
20. かなでるあな(＃187)

ない世界
＃21で初登場。「あって当然」と思われる身の回りの日用品（ハンガー・机など）がなかったらどういうときに困って、それが何の役割を持つかを再確認するアニメ。「ない」もの以外はまったく同じ状況下で「ない世界」と「ある世界」両方をシチュエーション別に経験する。シチュエーションごとに登場する人物も同じだが、回数が進むにつれてひげをたくわえた紳士風の男性が毎回登場するようになった。ない（もしくは『ある』）状況が複数に影響するときなど、場合によっては同じ顔の男性が複数登場することもある。
声の担当はパンツェッタ・ジローラモ。アニメーション担当はミズヒロ。
1. コップ(＃21)(＃85)(＃116)
2. ハンガー(＃22)(＃32)
3. 机(＃23)(＃170)
4. ふく(＃25)(＃36)(＃72)
5. ドア(＃26)
6. 文字(＃27)(＃72)
7. カレンダー(＃37)(＃44)
8. フェンス(＃38)(＃72)
9. お金(＃39)(＃185)
10. ふた(＃53)
11. 地図(＃54)(＃72)
12. 窓(＃55)
13. 取っ手(＃103)
14. 鏡(＃104)

わたしのまるとしかく
＃24で初登場。挿入歌「まるとしかく」から派生したコーナー。様々な職業の人にとっての「まる」と「しかく」を見る映像。
1. イラストレーター(＃24)
2. 和菓子職人(＃28)(＃132)
3. 宮司(＃32)
4. 美容師(＃36)
5. 小学生(＃44)(＃143)
6. 宮大工(＃90)
7. パン職人(＃107)
8. 歯医者(＃121)
9. イタリアンコック(＃122)
10. 紋章上絵師(＃124)
11. 文房具店店主(＃133)
12. バス運転手(＃138)
13. 図工専科教員(＃141)
14. 脳神経外科医(＃147)
15. 消防士(＃155)
16. 林業士(＃163)
17. 味噌屋(＃183)
18. 木工作家(＃187)
19. 幼稚園園長(＃197)

かたちの式
＃25で初登場。三角や四角、丸と行った基本図形を組み合わせることで様々な造形が示せることを秒刻みの「足し算」でリズミカルに表現したアニメ。数式の最後には「あ」という文字も加わる。
1. 三角２＋四角４＋あ＝(＃25)
2. 四角５＋丸１＋あ＝(＃26)
3. 四角４＋丸２＋あ＝(＃30)

音のデザイン
＃27で初登場。身近なものから発せられる、意味を持った音（警告音や終了の合図など）を表現する映像。紹介される音は毎回「○○の音（○○には『来ましたよ』等、呼びかけの言葉が入る）」というくくりで数個がまとめて紹介される。
1. 「おわりましたよ」の音(＃27)
2. 「わすれてますよ」の音(＃28)(＃148)
3. 「しましたよ」の音(＃32)
4. 「気をつけて」の音(＃36)(＃64)(＃148)
5. 「来ましたよ」の音(＃37)
6. 「はじまりますよ」の音(＃57)

ちょうどいい
29で初登場。身の回りにあるもの（ドアノブの角度、階段の段差など）が人間工学的に「ちょうどよく」作られていることを再確認するためのアニメ。「キャロライン」という女性（名前だけでコーナー自体には登場しない）を恋人にもつ男性が、工学的に設計されていない状況で悪戦苦闘し、最終的に最適化された「ちょうどいい」設計に安堵する形で描かれる。劇中では要所にシットコム風のラフトラックが入る。
声の担当は森本レオ。アニメーション担当はミズヒロ。
1. 階段(＃29)(＃56)
2. ドアノブ(＃30)(＃116)
3. トイレットペーパー(＃31)(＃56)
4. 買い物カゴ(＃33)
5. すべり台(＃34)(＃56)
6. つり革(＃35)(＃56)

思ってたんとちがう
＃29で初登場。一般的に考えられているものと全く違う状況（スイカと柑橘類の中身が逆、落とすと粉々に砕ける段ボール、など）を表した特殊映像表現。　　　　映像製作は柴田大平。声の担当は西田幸治（笑い飯）。なお、相方の哲夫も『思ってたんとちがうスペシャル』で一部担当している。ちなみにタイトルの「思ってたんとちがう」は、2008年のM-1グランプリ決勝で笑い飯が最終決戦に進出できなかったときに西田が叫んだのがこの台詞。　　
1. 段ボール箱①(＃29)(＃48)(＃85)
2. 果物(＃30)(＃48)
3. 電球(＃31)(＃44)(＃126)
4. 段ボール箱②(＃33)(＃48)
5. 電気スタンド(＃34)(＃48)
6. 階段(＃35)
7. 段ボール③(＃37)(＃48)
8. サッカーボール(＃38)(＃48)
9. ゆでたまご(＃39)(＃48)
10. 光る手(＃41)(＃48)
11. エレベーター①(＃42)(＃48)
12. リモコン再生(＃43)(＃48)
13. リモコン取り出し(＃48)
14. 段ボール布(＃48)
15. バナナ(＃49)(＃64)(＃132)
16. ホワイトボード(＃50)(＃68)
17. テレビ(＃51)
18. 段ボール⑤(＃52)
19. 電池(＃53)
20. 電車(＃54)
21. 傘(＃55)(＃165)
22. イス(＃57)
23. ろうそくTV(＃59)(＃)
24. 風船と少女(＃60)(＃140)
25. ビリヤード(＃65)(＃76)
26. バット＆ボール(＃67)(＃131)
27. コンセント(＃69)(＃198)
28. 蛇口(＃71)(＃190)
29. 飛行機(＃73)(＃139)
30. タネ(＃77)
31. 錠剤ネジ(＃78)(＃130)
32. 電光掲示板(＃80)(＃159)
33. 本(＃121)
34. スマートフォン(＃122)
35. エレベーター➁(＃125)(＃127)
36. 水たまり(＃129)(＃168)
37. 影(＃134)
38. モザイク(おとなスペシャル)
39. ポテトチップス(＃145)
40. はんこ(＃151)
41. 鏡と紙飛行機(＃158)
42. おみくじ(おとなスペシャル2020)

　
な〜んだ？
＃45で初登場。あるものの機能や使用法といった特徴を文字だけでいくつか表現し、最後に実物が表示されるまで何であるかを推理する（いわゆるなぞなぞ）。文字が登場する度に別々の声（市原悦子、岸端正浩、他）で読み上げられ、実物が示されたときに一斉に読み上げる。
1. 歯ブラシ(＃45)
2. 信号機(＃46)
3. フォーク(＃47)
4. 下駄(＃52)

うごきのトレース
＃46で初登場。あるものの動きを構成要素（各部品や機構、使用する人の動きなど）で分解し、それぞれの要素を単色背景に白色のアニメーションで個別に見せる。
1. かさ(#46)(#68)
2. 蛇口(#48)(#68)
3. セロハンテープ(#50)(#68)(＃113)
4. ホチキス(#56)
5. ボールペン(#66)
6. ハンコ(#68)

しわけ
＃50で初登場。スライドショーのように連続で表示されるものを形状などの条件によって即座に分類する。分類の際にはその対象が条件のどちらに該当するかが声で示されるが、条件についての説明（「シンメトリー」「アシンメトリー」が何であるかについて、など）は一切行われない。声の担当は森田美由紀（NHKアナウンサー）。　　　　　　　　　　　　　　　　
1. 片開きと両開き(＃50)
2. シンメトリーとアシンメトリー(＃51)
3. 男と女(＃52)
4. でこぼこ(＃54)
5. たてじまとよこじま(＃56)(＃85)(＃144)
6. 前押し・下押し(＃58)

ぬきさし
＃53で初登場。ある日常的な光景から、場所や状況を示す風景の部分を「抜い」た（人物だけの）絵を見せ、次に抜いた絵を「挿し」込む。当たり前に見ているものから情報を取り払うことで、普段見ているものを新たな視点から見直す。映像製作はNoritake。
1. トイレ(＃53)(＃169)
2. ジェットコースター(＃54)
3. 回転寿司(＃55)(＃132)
4. カラオケボックス(＃57)
5. ガソリンスタンド(＃59)
6. 裁判所(＃68)
7. 銭湯(＃69)
8. バスロータリー(＃70)
9. オーケストラ(＃74)
10. レジ(＃75)
11. ボウリング場(＃78)
12. 公園(＃80)

シンプルマーク
＃61で初登場。世界的に用いられている記号（ピクトグラム）がどのような要素から構成されたかを改めて考えるアニメ。「はせる」同様、2人の男女の会話で進行される。2人が試行錯誤を重ねつつシンプルかつ伝わりやすいピクトグラムを考案するが、毎回そのピクトグラムが既に実在していたというオチで締めくくられる。男は毎回ピクトグラムの完成直前に蛇足な情報を加えようとする。            　声の担当は本多力と山脇唯（ヨーロッパ企画）、アニメーション担当はミズヒロ
1. エレベーター(＃61)(＃84)
2. レストラン(＃62)(＃84)(＃132)(＃184)
3. ホテル(＃63)
4. ロッカー(＃65)
5. くず入れ(＃66)
6. 非常口(＃67)(＃84)(＃184)
7. 取り扱い注意(＃78)
8. 禁煙(＃79)(＃84)
9. オムツ交換台(＃80)

考えていない
＃61で初登場。普段無意識に行っている動作（上着を羽織る、眼鏡をかける等）を高速度撮影し、それをスロー再生しながら細かく分解し実況することで、自分たちがどのように動作しているかを改めて考えて、分かりやすいようにする。出演は牧野愛（モデル・女優）、ナレーター（実況）は三宅民夫（NHKアナウンサー）。
1. 本(＃61)(＃92)
2. カーディガン(＃62)(＃92)
3. くつ(＃63)
4. メガネ(＃66)
5. コップ(＃67)(＃92)
6. ドアの開け閉め(＃69)(＃92)
7. イスに座る(＃70)(＃92)
8. 麺をすする(＃71)(＃132)
9. 立ち上がる(＃72)
10. お箸を割る(＃73)

ストン
＃61で初登場。同じような動作（握る、座る、など）でも、シチュエーションや対象物の違いで動作に微妙な差が生まれる様子を表した映像。
1. すわる(＃61)
2. にぎる(＃63)

のこり
＃61で初登場。もののできあがったときに残った部分（いわゆる「バリ」）から、何ができあがったのかを再確認する映像。ナレーターはピーター・バラカン。映像製作はパーフェクトロン（クワクボリョウタ、山口レイコ）。
1. ピンポン玉 (＃61)(＃104)
2. ばんそうこう(＃63)(＃104)(＃131)
3. かぎ(＃65)(＃104)(＃138)
4. ジュースの王冠(＃69)(＃104)(＃136)
5. 切手(＃71)(＃129)
6. 水枕(＃73)
7. しょうゆのフタ (＃75)(＃104)
8. ハサミ(＃127)(＃153)
9. ノート(＃130)
10. サッカーボール(＃137)
11. バット(＃150)(＃170)

しまう
＃62で初登場。様々なものの仕舞い方を同じ所作（畳む、巻く、など）ごとに集めた映像。ナレーターは久保田祐佳（NHKアナウンサー）。映像製作はplaplax（小原藍、近森基）。
1. ひっこめる(＃62)(＃96)
2. たたむ(＃64)(＃85)(＃96)
3. 巻く(＃66)(＃96)
4. かさねる(＃68)
5. 山折谷折(＃70)(＃96)
6. バラバラ(＃72)(＃96)
7. 両端からたたむ(＃78)
8. キャップをはめる(＃80)

明朝さんとゴシックさん
＃71で初登場。長身細身の明朝さん（声 - 哲夫）とがっちり体型のゴシックさん（声 - 西田幸治）が、町中の看板類（看板類の写真のみ実写）を“ハント”し、その看板が明朝体で書かれているか、ゴシック体で書かれているかの違いで、どのような印象を与えるかを知る。制作担当は岡本欣也、アニメーション担当はミズヒロ。
1. 「エクスキューズ」「喫茶」(＃71)(＃120)
2. 「駐車禁止」「店の意図」(＃73)(＃120)
3. 「固さ・柔らかさ」「共存」(＃74)(＃120)

一語一絵
＃73で初登場。一つの言葉に対して、それを示唆する写真を入れ替えながら並べる映像。制作担当は岡本欣也、ナレーターは久保田祐佳・近田雄一（共にNHKアナウンサー）。
1. つながってる(＃73)
2. ふわふわ(＃74)
3. おくりもの(＃77)
4. すき(＃79)
5. ヒーロー(＃80)

うらおもて
＃78で初登場。様々なものの裏面を観察し、そのものの役割や仕組みを表した映像。映像製作はパーフェクトロン。
1. 交通標識(＃78)
2. 能面(＃79)
3. うわばき(＃81)
4. アイロン(＃82)
5. マンホール(＃86)
6. 写真立て(＃88)
7. ガムシロップ(＃89)
8. アラーム時計(＃91)

たぬき師匠
＃81で初登場。「○○の気持ち」のお題で、身近なモノの立場を演じる落語（小咄）。演じるモノの名称は最後まで伏せられ、最後に「ぽーんぽこぽん」のかけ声と共に、落語家が実はそのモノだったという演出で締める。出演は立川吉笑。映像製作は浜根玲奈。
1. トイレットペーパー(＃81)(＃108)
2. 傘(＃82)(＃108)
3. 目覚まし時計(＃83)
4. 扇風機(＃86)(＃108)
5. 辞書(＃87)(＃108)
6. 色えんぴつ(＃88)
7. 懐中電灯(＃94)
8. 歯ブラシ(＃96)
9. 掃除機(＃97)
10. 凧(＃98)

おれがあいつであいつがおれで
＃81で初登場。山中恒の同名の小説のように、何となく似ている2つのモノ（みかんとみかんゼリー、握り寿司の玉子と黒板消し、将棋盤と駐車場、三色団子と信号機など）が形のみ残して入れ替わる様子を表したアニメーション。映像製作は柴田大平。
1. みかんとみかんゼリー(＃81)
2. たまごと黒板消し(＃83)
3. 将棋盤と駐車場(＃86)
4. コーンとボーリングのピン(＃88)(＃192)
5. 傘と照明(＃89)
6. 煙突とストロー(＃90)
7. 三色だんごと信号機(＃94)
8. 回転すしとコンベア(＃95)
9. 金太郎飴とゆで卵(＃99)(＃158)
10. 牛乳と乳牛(＃101)
11. チョコスティックとマッチ(＃102)

アン ドゥ トロワ
＃82で初登場。日常の様々な仕草を「アン、ドゥ、トロワ」（1,2,3）のかけ声と共に3コマのイラストで表す。初めはパントマイムのように動作を行う人間のみ描かれたイラストが繰り返し流れ、その後に道具や風景などを重ねたイラストが繰り返し流れる。最後に「Très bien（素晴らしい）」の声で締めくくられる。イラストレーションはNoritake、映像製作はplaplax。
1. わる(＃82)(＃147)
2. ひらく(＃83)
3. ひろげる(＃87)
4. きる(＃88)
5. はこぶ(＃89)
6. ひろう(＃92)
7. とおす(＃93)(＃140)
8. しめる(＃94)
9. まく(＃97)
10. さす(＃102)
11. いれる(＃104)
12. かえす(＃106)
13. ぬがす(＃107)

なんやかんや
＃82で初登場。身の回りにある自動で動くモノ（自動ドア、コピー機など）の内部動作を図解したアニメーション。映像では内部動作をキャプション付きで微細に表しているが、ナレーションでは「なんやかんやありまして」の一言で済まされる。映像製作はplaplax。
1. 自動ドア(＃82)
2. 自動水洗(＃84)
3. ドライヤー(＃86)
4. コピー機(＃88)(＃181)
5. 自動改札(＃90)
6. タブレット(＃91)
7. 電動アシスト自転車(＃95)(＃164)
8. 電子レンジ(＃99)
9. 体組成計(＃103)
10. ドリンクサーバー(＃104)

そざい体操第一
＃89で初登場。身の回りにあるもの(スポンジ、チューブ入り絵の具など)が、ラジオ体操のような動きをするストップモーション・アニメーション。必ず最後に、「それだからこそできる動き」のパートが入る(スポンジなら水を出すなど)。出演は文月（モデル）。
1. スポンジ(#89)(＃152)
2. 木(#90)(＃152)
3. 空き缶(#93)(＃152)
4. ノート(#96)
5. 絵の具(#98)(＃152)
6. ながぐつ(#99)(＃152)
7. ハケ(#103)
8. 毛糸と糸巻き(#104)(＃152)
9. 板ガム(#108)(＃144)
10. トイレットペーパー(#110)
11. アルミ箔(#113)(＃152)
12. 紙ふうせん(＃117)
13. クリップ(＃122)

チーム○○
＃93で初登場。何かをするために集められたものをひとつずつ紹介していき、何をするために集めたものなのかを推察する。ナレーションは濱田マリ。
1. ホットケーキをつくる(＃93)
2. 宿題をする(＃95)
3. お風呂に入る(＃98)
4. コーヒーをいれる(＃103)
5. 犬の散歩をする(＃105)
6. 散髪をする(＃106)
7. プールに入る(＃109)
8. あさがおの種をまく(＃111)
9. かにを食べる(＃113)
10. マフラーを編む(＃115)

ガマンぎりぎりライン
＃109で初登場。スナック菓子の袋の封を切る、永久磁石で離れた場所のゼムクリップをくっつけるなど、物が唐突に変化する（しきい値を超える）様子を、ヴォカリーズによるア・カペラの歌唱と折れ線グラフで表現する。歌唱はエクス・ノーヴォ室内合唱団。
1. ブロック(＃109)(＃144)
2. コマ(＃111)(＃144)
3. ティッシュ(＃113)(＃140)(＃144)
4. 下敷きと消しゴム(＃114)(＃144)
5. 磁石(＃118)(＃144)
6. ししおどし(＃119)(＃144)
7. 袋菓子(＃122)(＃144)
8. スイッチ(＃123)(＃144)
9. バネ(＃126)(＃144)
10. はし(＃127)(＃144)

間に合わせる
＃115で初登場。あることをするために使いたい物が手元にないとき、さまざまな代替物でそのことをする様子を紹介する（団扇の代わりに帽子で体をあおいで涼を取るなど）。登場する代替物の中には毎回一つ代用に適さない失敗例も含まれる（栞代わりにリンゴを使う等）。出演は照英。
1. しおり(＃115)(＃136)
2. ドア(＃117)(＃136)
3. イス(＃119)(＃136)
4. まくら(＃122)(＃136)
5. おもし(＃123)(＃136)
6. 梱包(＃127)
7. うちわ(＃128)(＃136)

ポスターフライト
＃117で初登場。著名なポスターを、まるでポスターの上で空撮をしているかのようなカメラワークで紹介する。ナレーションは石澤典夫。
1. 田中一光(＃117)(＃139)
2. オーデルマット(＃119)(＃139)
3. 山城隆一(＃126)(＃139)
4. 福田繁雄(＃128)(＃139)
5. 亀倉雄策(＃130)(＃139)
6. エミール・ルーダー(＃133)

くりかえし
＃121で初登場。同じ動作の繰り返しで作られる様々な物をアニメーションで表現。
1. フェンス(＃121)(＃167)
2. 瓦(＃123)(＃167)
3. ざる(＃125)(＃127)(＃167)
4. ティッシュ(＃128)(＃167)
5. おろし金(＃130)(＃167)
6. セーター(＃135)(＃167)
7. 面ファスナー(＃137)
8. ひも(＃147)
9. バームクーヘン(＃149)
10. RGB(＃155)(＃167)

見えないものを見る
＃134で初登場。空気の流れや温度の変化など、人間が肉眼で見る事のできないものを特殊なカメラで視覚的に観察する。ナレーションは高橋美鈴（NHKアナウンサー）。
1. ケトル(＃134)
2. ドライヤー(＃137)
3. アイロン(＃138)
4. 風船(＃140)
5. ビーチボール(＃142)
6. 打ち水(＃149)
7. お湯と水(＃150)
8. コップ(＃151)
9. PC(＃153)
10. 沸騰(＃154)
11. ライト(＃155)
12. スクワット(＃157)
13. ドライヤー②(＃158)
14. 虫眼鏡(＃159)

きせる
＃135で初登場。あらゆる目的や状況に適した服装を考察し、ゲーム感覚で一人の男性に服を着せていくアニメーション。毎回考察は途中から極端な方向へエスカレートするため、男性が着せられていく服装は本来の目的から大きくかけ離れたものになってしまうのがオチとなる（近所の裏山へハイキングに行くのに冬山登山のような重装備をさせる等）。
声の担当はアンガールズ（山根良顕・田中卓志）。アニメーション担当はミズヒロ。
1. 登山篇(#135)(＃)
2. コンサート篇(#142)
3. 昆虫採集篇(＃145)
4. 婚活パーティ篇(＃147)
5. 謝罪篇(＃149)
6. 海外出張篇(＃155)
7. サッカー篇(＃168)
8. スキー篇(＃175)

かたち
＃141で初登場。色や質感、フォルムを際立たせた撮影手法で、デザイン性のある物体の形を観察する。
1. やかん(＃141)(#160)
2. 消火器(＃143)(#160)
3. パイナップル(＃145)(＃160)
4. タイヤ(＃147)(＃160)
5. トランペット(＃149)(＃160)
6. ライト(＃151)(＃160)
7. お面(＃153)(＃160)
8. ランドセル(＃162)
9. ラムネ瓶(＃163)
10. カメラ(＃166)

なおす
＃145で初登場。破損した品物の修復作業を観察する。
1. つぎあわせる(＃145)
2. くみたてなおす(＃172)

なに鬼？
＃154で初登場。俯瞰撮影された野外の子ども達がどのような種類の鬼ごっこを遊んでいるかについてモーションキャプチャによる点のアニメーションを交えて解説する。ナレーションは増田明美。
そなえる
＃162で初登場。物を使用する上で発生し得るトラブルやアクシデントを防ぐために施されたデザインを取り上げる。ナレーションは増谷康紀。
| 回数 | サブタイトル               | 放送日        | 再放送日     |
| ---- | -------------------------- | ------------- | ------------ |
| 1    | 落ちないようにそなえる     | 2019年4月13日 | 2021年5月1日 |
| 2    | 滑らないようにそなえる     | 2019年6月1日  | 2021年5月1日 |
| 3    | 痛くないようにそなえる     | 2019年6月8日  |              |
| 4    | 当たらないようにそなえる   | 2019年9月7日  |              |
| 5    | 倒れないようにそなえる     | 2019年9月7日  | 2021年5月1日 |
| 6    | ぶつからないようにそなえる | 2020年1月4日  |              |
| 7    | ずれないようにそなえる     | 2020年2月1日  |              |
| 8    | ゆがまないようにそなえる   | 2020年5月2日  |              |
| 9    | 巻き込まないようにそなえる | 2020年6月13日 |              |
| 10   | 見つけやすいようにそなえる | 2020年7月4日  |              |

なかみ
＃172で初登場。おにぎりや野球ボールなど具体的な中身のある物体の階層構造をCGによる合成映像で表現する。
1. おにぎりの具

言いたいことがあります
＃173で初登場。顔出しの着ぐるみで擬人化された物の世界を描いたコントシリーズ。各4話構成で最終回のみ前後編に分かれる。出演はハナコ（菊田竜大・秋山寛貴・岡部大）。企画・脚本は田中直基。
＃173～176 - 「山田さん」宅に掛けられた時計の「長針」と「秒針」が規則正しく働く中、「短針」が自身達の仕事に対して抱いている不満を主張する。
＃193～196 - 「鈴木さん」宅にて、「お箸」と比べて食卓での出番や待遇に恵まれず嘆いている「フォーク」と「ナイフ」と「スプーン」が、互いに励まし合ったり協力したりする。
もじうご
＃185で初登場。平仮名の筆順を点・線のアニメーションや声によって表現する。声の担当は石野理子。
あの手 この手
＃185で初登場。繰り返される手の動きと擬音からどのような動作を行っているかを考察する。声の担当は佐田明。
1. パカの手(＃185)
2. スーの手(＃186)
3. ギューの手(＃187)
4. シャカシャカの手(＃189)
5. ゴシゴシの手(＃191)

アレもってきて
＃188で初登場。電話の声の主が、ある物（アレ）を持って来るよう頼み込むがその名前を思い出せないため、物の見た目を表す絵を点つなぎと座標指定、あるいはピクチャーロジックの要領で方眼紙に描き起こさせるという内容。声の担当は柳沢慎吾。なお、コーナーの最後には、柳沢が「あばよ！」や「いい夢見ろよ！」と言って電話を切る。
1. ハンガー(#188)
2. かぎ(#190)
3. 長ぐつ(#191)
4. りんご(#195)
5. なべ(#197)
6. はさみ(#198)
7. 時計(＃202)

かたちモディフィケーション
＃189で初登場。単純な図形をテーマに、その図形を様々な物の形へ変形させるアニメーション。声の担当はのぐちゆり。
1. 円錐(＃189)
2. 三角柱(＃191)
3. 半球(＃193)
4. 円錐台(＃197)
5. 四角錐(＃203)
6. 円柱(＃204)

ぺこるぽこる
＃190で初登場。複数の要素を持った物が「ぺこる」の声と共にシンプル化したり、「ぽこる」の声と共に複雑化したりする映像。映像製作は柴田大平。ナレーションはロジャー（大自然）。
1. リモコン(＃190)
2. 道路標識(＃194)
3. ピアノ(＃197)
4. 路線図(＃203)
5. 弁当(＃210)

### 「おとなスペシャル」のコーナー
FONT BAR
酒の代わりにフォントを提供するバー『FONT BAR』を明朝さんとゴシックさんが訪れる。バーのマスターが解説を交えつつ様々なフォントを2人に提供する。マスターの声は谷昌樹。
都市のレイヤー
新宿区中心部の地図に道路地図、鉄道路線図、公共交通機関のルート、各種施設の分布図などのレイヤーを重ねていく。
DIVIDE
様々なものを「DIVIDE（分割、分配）」する仕組みをシンプルな図解で表現した映像。
ハテナ親子
標示やピクトグラムのデザイン等を題材としたショートアニメ。これまでに「うるさい看板？」「見やすいサイン？」「見てる？」が制作され、後に「5分版」でも放送された。

### 「デザインあneo」のコーナー
集合!
「解散!」とは逆に、既に分解されたパーツが合わさり元の形に戻る様子を描く。
パラメーター
CGで描かれた品物のサイズや形状を用途に合わせて変形させていくアニメーション。画面左側には物の寸法や材質、使用目的を示すパラメーターが常時表示される。
トランスポーテーション
大量のボールが機械や交通によって絶え間なく運ばれたり仕分けられていく様子から「輸送」を表現したアニメーション。
デザインどっちでショー
「デザイン問答」の「先生」が司会を務めるクイズショー形式のコーナー。回答者は「坊や」と眼鏡をかけた少女の「アンちゃん」（声 - かかずゆみ）。お題に関する2種類のデザインが提示され、どちらのデザインが優れているかについて両者が討論する。先生の共感をより多く得られた方の優勝となるが、明確な優劣を付けられず「より優れたデザインはまだ考える余地がある」という結論で締め括られる。例外として先生の個人的な理由で勝者が決まることがあり、時計の回は『自分の持っている時計が「次の楽しみがわかる（丸い文字盤の）わくわく時計」だから』という理由で丸い文字盤を、テーブルの回は「25歳の時、トイレに行こうとしたら四角いテーブルに足をぶつけた」という理由で丸いテーブルを勝者にしている。
もじグラフィー
「段ボール箱のテープを剥がす」などの動作に擬音を表した文字のアニメーションを合成した映像。
しくみオフライン
それぞれに特定の動作や役割を与えられた人を使い、機械やコンピュータに利用されている「しくみ」を表現する。ナレーションは田畑智子。
ロボメカ男　　　　　　　　　　　　　　　　　　　　　　　　　　　　　　　　　　　　　　　　　　　　　　　　　　　　　　　　　　　　　　　　　　　　　　　　　　　ロボットの「ロボメカ男」が世の中の様々な機構を動かすアニメーション。ナレーションは田中一永。

## 挿入歌
コーナーの一つとして音楽とクリエイターによる映像表現の組み合わせが放送される。複数回放送されても基本的に同じ内容の繰り返し。作曲はすべてコーネリアス。
「あ」のテーマ
＃1で初登場。番組のテーマ曲。曲に合わせてCGで表現された「あ」の文字がアニメーションする他、「あ」のコールやクラップがカウントされる。映像製作は中村勇吾。
まるとしかく
＃10で初登場。身の回りの図形の基本形である丸と四角の働き（丸であれば回転や集合、四角であれば区分や均一化、整理など）などを再確認する映像。歌は嶺川貴子。映像製作は中村勇吾。＃10から#16、#35、#40、#46、#65、#83、#85も使われた。
デザインかぞえうた
＃17で初登場。身の回りのデザインにまつわる数を1から10までの数え歌風に見せる映像。映像製作は中村勇吾。
おととおんがく
＃21で初登場。音の組み合わせ（高低や長短、リズムなど）で音楽ができあがることを表現した映像。歌は大野由美子 (Buffalo Daughter)。映像製作は中村勇吾。
カラーマジック
＃29で初登場。8つの「色」（ホワイト・レッド・ブルー・イエロー・グリーン・オレンジ・パープル・ブラック）にスポットを当て、その「色」の持つ雰囲気や色の組み合わせ（混色や色の分解）を表現した映像。歌はsalyu×salyu。映像製作は中村勇吾。
1. 29から#32、#36、#40、#55、#77、#82も使われた。

やじるしソング
＃37で初登場。身の回りにある、様々な矢印の示す役割（誘導や注目、感情表現など）を表現した映像。歌はやくしまるえつこで、劇中のワンカットにもやくしまるが顔出しで出演している。映像製作は岡崎智弘。#37から#40、#44、 #54、#67、#90も使われた。
てざわりうた
＃41で初登場。ものに触れるシーンとそれに対応した歌詞（オノマトペ）を用い、様々なものの感触（手触り）を表現した映像。歌は青葉市子。映像製作は阿部洋介。＃41から#43、#48、 #54、#60、#68、#73、#106、#114 #122、#145も使われた。
どうせんうた
＃49で初登場。「うごきのデザイン」から派生した、街や建物の中にある計算された「動線」を表現した映像と歌。赤い人とそれに続く人が「あるく」「まがる」「とまる」「のぼる」「おりる」の基本動作で動き回り、駅や交差点、店舗などの「人の集まる空間」がよどみなく効率的に移動できるようデザインされていることをあらわしている。なお、移動経路には電車やエレベーターなどの移動手段も含まれるが、あくまで動線は「人の動き」であるため、搭乗中に本人が静止している場合は歌詞中でも「とまる」と明示されている。歌は小山田圭吾。映像製作はミズヒロ。
せん
＃57で初登場。日常で用いられる線（ノートの罫線や星座の星をつなぐ線、区の境界など）とその役割（目安や関連づけ、区切りなど）を表現した映像。赤い玉とそこから伸びた線が白い画面の上を動き回り、日常で用いられる「線」を描いた後、実際のものが浮かび上がる。歌は原田郁子。
「あ」のテーマ・アコースティック
＃60で初登場。テーマ曲をChocolat・salyu・小山田圭吾・salyuシスターズ（ヤマグチヒロコ・山崎恵利子・木村圭見）の6名が暗いスタジオの中でアカペラで歌う様子を撮影した映像。通常の「『あ』のテーマ」と同様、各メンバーによる「あ」のコールやクラップがカウントされる。映像製作は中村勇吾。
つなげる
＃61で初登場。自分の身の回りのものがどのように作られるかを表現し、周囲の人々とのつながりを再確認する。歌はハナレグミ。映像製作はNoritake、ミズヒロ。
ガラガラ
＃69で初登場。様々な模様、すなわち「柄」（タータン、ボーダー、唐草模様、など）をラップに乗せて表現した映像。歌（ラップ）はCibo Matto。映像製作は中村勇吾。
TIME
＃77で初登場。時間の単位を秒から世紀まで下りながら、時間と人とのつながりを表現した映像。全編英語で歌われるが、歌詞テロップは日本語訳が表示される。歌はアート・リンゼイ。映像製作はミズヒロ。
文字ハンティング
＃86で初登場。街中に点在する看板や標識等の「文字」を探索し、それらを単体のデザインとして着目する。明朝さんとゴシックさんが登場。歌はjan and naomi。＃86から#88 #107 #120 #148 #164も使われた。
ともるひかる
＃93で初登場。身の回りにある火や光が光源としてどのような役割を果たしているかを表現。歌は坂本真綾。
SHOOT&EDIT
＃98で初登場。様々なカメラワーク（トラック、パン、ファストフォワードなど）や映像効果を紹介し、それぞれがどのようなものなのかをミュージック・ビデオ風に表現した映像。歌はLEO今井。バックバンドとしてREI、岡村夏彦、シゲクニ、白根賢一が出演。
まつ
＃101で初登場。一度使い終わり元の場所に戻され、再び使われる時を待ち続ける「道具」の視点を描く。歌は高橋幸宏。＃101から#104、#156、 #165も使われた。
めでたい
＃105で初登場。縁起物にまつわるデザインの意味をラップに乗せて表現した映像。歌（ラップ）はKAKATO (環ROY×鎮座DOPENESS)。
番組の挿入歌で唯一数パターンが存在し、これまでに「だるま」「水引」「晴れ着」「おせち」が放送される。
2019年11月3日に参加アーティストの鎮座DOPENESSが大麻所持で現行犯逮捕されて以降は放送されていない（公式サイトの『めでたい』紹介ページは残存しているが、KAKATO (環ROY×鎮座DOPENESS)のクレジットは削除されている）。
ことのはうた
＃109で初登場。「話す」「歌う」「残す」事で世の中を動かす「言葉」の存在に着目する。歌は中納良恵 （EGO-WRAPPIN'）。
うちとそと
＃117で初登場。「内側」と「外側」の概念を表現した映像。
ピッタリ
＃126で初登場。すき間なく重ねたり敷き詰めたり揃えたりできるよう工夫されたデザインを取り上げている。歌は小山田圭吾。映像製作はおムすび。
てん せん めん
＃129で初登場。デザインとしての点・線・面にそれぞれ与えられる役割を表現した映像。番組内での正式な曲名表記は「・ ― ■」で、前述の題名はルビとして扱われる。歌はChocolat&Akito。
森羅万象
＃140で初登場。「もん」に登場してきた様々な家紋を紹介する。歌は大野由美子。
ぐるぐる
＃149で初登場。回転する物や渦を巻いたデザイン、あるいは回転という概念を与えられる事象のビジュアルを集めた映像。歌は岸田繁（くるり）。
グラデーション
＃161で初登場。色彩表現としてのグラデーションから始まり、自然物・人工物を用いて段階的変化や滑らかな階調を表現した映像。歌は大坪加奈（Spangle call Lilli line）。映像製作は柴田大平。
ならべうた
＃171で初登場。美しく整った文字の配置やレイアウトに着目する。歌は山口美波（SHE TALKS SILENCE）。
ちょっとななめ
＃201で初登場。見やすさや使いやすさ、安定性や美しさなどのために微量な傾斜をつけたデザインにスポットを当てる。歌はChara。
2021年度の土曜日の放送において、挿入歌は当初、この曲しか流れていなかったが、＃206以降は過去の曲も流されるようになった。

## スタッフ
デザインあ
- 総合指導：佐藤卓（佐藤卓デザイン事務所）
- 映像監修：中村勇吾（tha ltd.）
- 音楽：コーネリアス
- 映像デザイン：阿部洋介（tha ltd.）、岡崎智弘 (swimming)、ミズヒロ[4]
- 文字デザイン：岡本健（佐藤卓デザイン事務所）[4]
- プロデューサー：黒田尚彦 (NHK) 、大谷聡、佐藤正和（NHKエデュケーショナル）、羽鳥貴晴（TYO/モンスター）[4]
- 制作協力：TYO/モンスター
- 制作：NHKエデュケーショナル

デザインあneo
- コーナー演出：山中有
- CG・アニメ：平本宗一郎、 パーフェクトロン
- 音楽：蓮沼執太、青葉市子、環ROY ほか
- 文字デザイン：林里佳子、田上亜希乃
- 映像監修：中村勇吾
- 総合指導：佐藤卓
- 制作協力：TYO/MONSTER
- 制作：NHKエデュケーショナル
- 制作・著作：NHK

## 受賞歴
- 2012 ワールドメディアフェスティバル（ドイツ・ハンブルク）
  - 教育番組部門：グランド・アワード（部門1位）
  - 教育番組部門：小学校カテゴリー インターメディア・グローブ金賞（カテゴリー1位）
- プリ・ジュネス 2012（ドイツ・ミュンヘン） - テーマ賞
- アメリカ国際フィルム・ビデオ祭 - 教育番組：小学生向け部門 ゴールド・カメラ賞（部門1位）
- 2012年 グッドデザイン大賞（「生活領域のためのメディア」部門）[284]
- 日本グラフィックデザイナー協会 JAGDA賞2013（映像部門）[285]
- 第72回ピーボディ賞[286]
- 2013年度芸術選奨新人賞メディア芸術部門（中村勇吾）

## 特別番組
デザインあ おとなスペシャル
放送日時 - 2018年1月2日 15:30 - 15:50、2019年1月4日 0:30 - 0:50（再放送）
「お金」「リサイクル」「都市デザイン」「フォント」など、大人の視聴者に向けたテーマをメインとしたスピンオフ版。例として『解散!』では食品、酒類、たばこ、自動車などの商品を物理的にではなく、「本体価格」「税」という経済的概念に基づき貨幣を用いて視覚的に分解させる。
デザインあ メイキングスペシャル
放送日時 - 2018年8月13日 18:55 - 19:25、2018年8月17日 9:35 - 10:05（再放送）
『解散!』や『もん』などの制作風景やメイキング映像を取り上げる。また、当時日本科学未来館で開催されていた『デザインあ展』の舞台裏についても紹介する。『デザイン問答』の先生（声 - 平泉成）と坊や（声 - 安西英美）がナビゲーターを務める。
デザインあ おとなスペシャル2020
放送日時（Eテレ） - 2020年1月2日 22:15 - 22:35、2020年1月4日 24:00 - 24:20（再放送）、2020年1月5日 11:35 - 11:55（BS4K）、2020年1月9日 12:00 - 12:20（BS4K・再放送）
「おとなスペシャル」の第2弾。2020年が東京オリンピック・東京パラリンピックの開催年（本放送当時の予定）である事に因み、「デザインの観察」「つくる」では義足、「FONT BAR」では和文と欧文の調和が取れたフォントについて扱う。「もん」では、ヨビノリたくみを解説に招き、紋の伝統的な作図法について現代数学的観点から焦点を当てる。

## 関連商品等

### CDアルバム
『デザインあ』『デザインあ2』『デザインあ3』
コーネリアスのサウンドトラック・アルバム（WPCL-11286 / 2013年1月23日発売）。NHKエデュケーショナルの企画・制作で、発売元はワーナーミュージック・ジャパン。テーマ曲や挿入歌、コーナーBGMを含む全25曲を収録。2018年3月に2枚目の、同年7月に3枚目のオリジナルサウンドトラックがリリースされた。

### イベント
デザインあ展
佐藤卓がディレクターとして携わる21_21 DESIGN SIGHT（東京ミッドタウン内）にて2013年2月8日から同年6月2日まで開催された展覧会。デッサンあ、みんなの「あ」、あな、等のコーナーの体験企画やデザインの観察、挿入歌を表現したスペースなど。21_21 DESIGN SIGHT、公益財団法人三宅一生デザイン文化財団、NHKエデュケーショナル主催。
その後、山梨県立美術館にて2019年4月13日から6月9日まで『デザインあ展 in YAMANASHI』を開催。来場者参加型の展示や映像体験など、デザインを自分で体験・体感できる展示がされている。山梨県立美術館、NHK甲府放送局、NHKエデュケーショナル、NHKプロモーション主催。

### 書籍
『デザインあ 解散!』
番組内のコーナー「解散!」をビジュアルで再構成した絵本（小学館 / ISBN 978-4-09-726500-9）。しめじ・ブロッコリー・ランドセル・将棋など17作品を収録。監修は同コーナーを手がける岡崎智弘。
『デザインあ あなのほん』
番組内のコーナー「あな」を再構成した絵本（小学館 / ISBN 978-4-09-734892-4）。番組で紹介した12個の「あな」をクイズ形式で紹介。監修はNHKエデュケーショナル。